# Epidemia de tifos exantematic din 1914-1922 în România
Epidemia de tifos exantematic din 1914-1922 din Europa de Est și Uniunea Sovietică, pentru statul român a reprezentat cea mai mare epidemie din istoria sa, perioada principală de evoluție a acesteia pe teritoriul geografic al Vechiului Regat derulându-se în anii 1916-1919. Epidemia s-a prelungit în anul 1919 în teritoriul  anterior ocupat în Muntenia de Puterile Centrale, precum și ceva mai puțin în Bucovina, continuând până în anul 1920 în Basarabia. Evenimentele au fost parte a unui val epidemic, la baza căruia au stat de condițiile determinate de Primul Război Mondial și Războiul Civil Rus. Acest val a pornit din Regatul Serbiei în 1914, pentru a mătura Europa de Est și teritoriul fostului Imperiu Rus până în 1922, lăsând în urmă numai în Rusia, între 2,5 și 3 milioane de morți.
În lipsa unor surse cu înregistrări clare, care să dea o statistică precisă, estimările privind victimele epidemiei din Regatul României variază de la 150.000-200.000 de oameni dintr-un total de 600.000-800.000 de îmbolnăviri, la 300.000 de decese, sau, cum se exprima Constantin Kirițescu, mai mult decât 10 mari bătălii. Alături de aceștia se numără victimele din Basarabia (unde epidemia a evoluat în perioada 1918-1920) și mai puțin, din Bucovina (1919) și Transilvania (1919), în ultimele două provincii situația epidemiologică fiind net superioară. Printre cei răpuși de tifos exantematic pe câmpul de onoare în perioada de evoluție principală a epidemiei, se numără aproape aproape 350 de medici (aproximativ o cincime din corpul medical) și 1.000 de sanitari români, precum și mai mulți medici străini, dintre care majoritatea au consituit-o cei francezi, alături de un număr și mai mare de infirmiere ale Misiuneii Militare Franceze.
Transmisă de păduchele de corp, afecțiunea avea un caracter de boală endemică în spațiul geografic al Regatului României, acestui fond asociindu-i-se o slabă aplicare a legilor și regulamentelor sanitare și o slabă pregătire a Serviciului Sanitar al Armatei. Acestora li s-au asociat în perioada premergătoare intrării în război lipsa de interes a guvernanților pentru propunerile de ameliorare a situației, iar în timpul campaniei militare, atât lipsa spiritului privativ din partea Înaltului Comandament, cât și erorile acestuia în ce privește organizarea în mod defectuos a recruților contingentelor evacuate din Muntenia și Oltenia, precum și a concentrărilor prealabile restructurării armatei de la începutul anului 1917.
Primele cazuri au fost semnalate la începutul campaniei din 1916, hrana proastă, lipsa îmbrăcăminții,
frigul și aglomerația din timpul retragerii trupelor române în Moldova fiind factori direct determinanți ai declanșării epidemiei. Circumstanțele demografice, biologice și cele generale igienico-sanitare din Moldova anului 1917 au  condus la progresia afecțiunii, astfel că faza acută, de maximă virulență s-a suprapus primelor luni ale anului 1917, cu afectarea predilectă a trupelor și populației din spatele frontului. După apogeul morbidității și mortalității din martie 1917, acestea au scăzut la sfârșitul lunii mai 1917 mai mult decât semnificativ, ca urmare a măsurilor de profilaxie rațională antiepidemică aplicate în mod energic la nivelul întregului teritoriu neocupat de trupele Puterilor Centrale. Ulterior, epidemia a intrat într-o fază de stare fluctuantă, recrudescențe ușoare ale tifosului înregistrându-se la sfârșitul anului 1917 și în iarna anului 1918. La începutul anului 1919, se mai înregistrau în mod izolat unele focare epidemice în  Moldova Occidentală.
În ce privește teritoriul ocupat de trupele Puterilor Centrale, efectul măsurilor sanitare limitate numai la trupele germane de ocupație a făcut ca, epidemia să bântuie în restul populației băștinașe. Violența epidemiei s-a atenuat de abia în vara și toamna anului 1918, în Muntenia tifosul continuând însă să facă ravagii chiar și la începutul anului 1919. În Basarabia cea mai afectată zonă s-a aflat în sud, urmată de extremitatea nordică. Aici, situația existentă în anul 1918 a dat un impuls semnificativ flagelului, condițiile dificile reprezentate de către comunicațiile defectuoase, lipsa de personal și atitudinea refractară a populațieie făcând ca tifosul să persiste în zonele rurale ale Basarabiei și în 1920. În ce privește Bucovina, proximitatatea față de Galiția, Pocuția și Basarabia a făcut ca valul epidemic să fie evident (dar la cote reduse) în primul semestru al anului 1919, deja în al treilea trimestru constatându-se ameliorarea situației. În Transilvania, s-au înregistrat doar cazuri sporadice în 1919.
În ce privește acțiunile de profilaxie și combatere a tifosului exantematic s-a detașat figura doctorului Ioan Cantacuzino, care se remarcase anterior în timpul celui de-Al Doilea Război Balcanic în combaterea holerei, iar patronajul moral și personal al acestor acțiuni a revenit Reginei Maria. Alături de măsuri generale de profilaxie a bolilor infecto-contagioase au fost luate măsuri specifice, centrate pe particularitățile de evoluție epidemiologică ale tifosului. Un rol semnificativ a revenit atât reorganizării serviciilor sanitare cât și reorganizării cantonamentelor militare, precum și punerii pe același plan cu armata a populației civile în ce privește măsurile de combatere, creării unor centre de izolare distribuite în teritoriu după un plan de optimizare și creării unor stațiii intermediare de carantină la mică distanță în spatele frontului. Dificultățile specifice asociate particularităților teritoriale din Basarabia și fricțiunilor dintre populația locală și noile autorități românești au fost surmontate doar parțial, prin crearea unui Serviciu Sanitar Militar provincial, condus de către Nicolae Vicol. Nu s-a remarcat însă o eficiență deosebită a acțiunii la nivelul interfluviului pruto-nistrean, ceea ce a determinat un control tardiv al epidemiilor în această regiune istorică.
În ceea ce privește modalitatea de gestiune de către statul român a lagăreleor de prizonieri și de internați de război, în lagărul de prizonieri din armatele Puterilor Centrale de la Șipote, tifosul exantematic a contribuit alături de proasta gestiune la o tragedie, numărul de decese din respectivul lagăr fiind foarte mare în prima parte a anului 1917. De asemenea, dintre etnicii bulgari dobrogeni trimiși în Moldova mulți au murit aici, atât datorită epidemiilor, cât și ca efect al condițiilor precare din timpul războiului.
Există un portofoliu de lucrări memorialistice, literare și științifice care au tratat poblematica derulării epidemiei de tifos pe teritoriul României, în timpul Marelui Război, fiind de asemenea edificate și monumente care comemorează acest flagel.
Pe parcursul războiului, pe teritoriul României au evoluat și alte boli cu potențial epidemic simultan sau succesiv. Dintre acestea s-a detașat febra recurentă, care s-a caracterizat printr-o mortalitate necunoscută până la acel moment.

## Contextul

### Elemente de epidemiologie

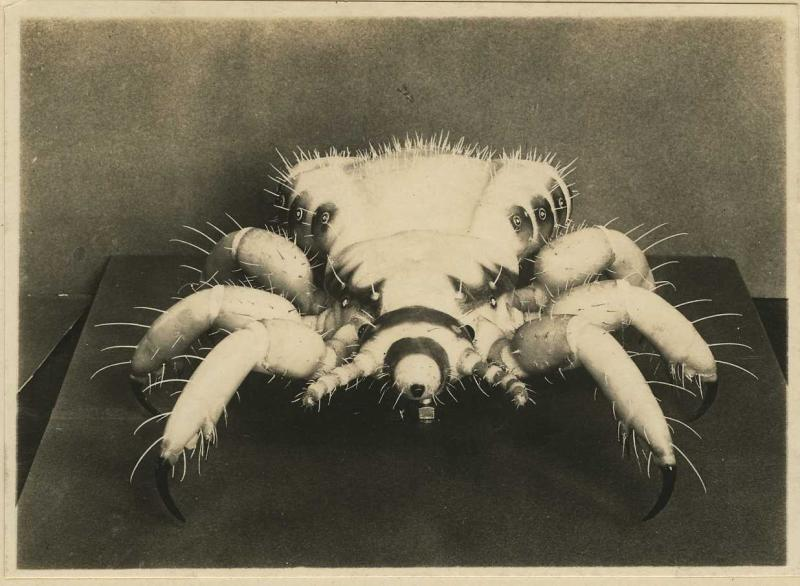
Model pedagogic al păduchelui de corp, din timpul Primului Război Mondial (National Museum of Health and Medicine, Silver Spring (Maryland).

Transmis de păduchele de corp (ectoparazit specific oamenilor, care suge sânge și care trăiește și se înmulțește în îmbrăcăminte), tifosul exantematic (al cărui agent este Rickettsia prowazekii) are ca principal rezervor în focarele de infecție, omul. Există însă și rezervoare zoonotice, atât sălbatice cât și domestice. Pentru apariția unui focar de tifos sunt necesarea două condiții, anume atât apariția unui focar de păduchi, cât și a unui caz de tifos la care bacteria este prezentă în sângele circulant. În timp de război când stresul, lipsa de igienă precum și schimbarea hainelor în lunile de iarnă sunt frecvente, cele două condiții adesea se combină.
Există o distribuție sezonieră a cazurilor în regiunile endemo-epidemice, cu creșterea numărului de cazuri în sezonul rece, cu un maxim la sfârșitul iernii și începutul primăverii. Excepția este reprezentată de distribuția recăderilor, care este etalată și relativ uniformă în toate lunile anului.
Receptivitatea la tifos este generală, dar în regiunile endemice unele persoane prezintă o rezistență la îmbolnăvire dată de o infecție anterioară ușoară sau inaparentă, din copilărie. Copii și femeile până în 40-45 de ani fac forme mai ușoare, în timp ce adulții peste 40 de ani fac forme mai severe. Mortalitatea este variabilă pentru cazurile netratate, de la 0,7 la 60% depinzând de vârsta pacientului, fatalitatea cazulurilor fiind mai mică de 5% sub vârsta de 13 ani. Există cazuri la care după vindecarea bolii infecția poate persista în sânge toată viața, ceea ce poate determina în condiții stresante recăderi (Boala Brill-Zinsser), indivizii respectivi devenind astfel sursă pentru răspândirea bolii, dacă se contaminează cu păduchi.
Boală imprevizibilă, tifosul epidemic poate să reapară brusc atunci când este perturbată organizarea socială. Războaiele asigură condiții optime pentru ca păduchii să se poată înmulți, astel încât bolile care li se asociază, precum tifosul exantematic, febra de tranșee și febra recurentă pot genera dezastre. Acestea pot fi evitate în timpul catastrofelor umanitare printr-o combinație de măsuri care să realizeze controlul păduchilor: curățarea hainelor, folosirea insecticidelor și – disponibilă în zilele noastre, administrarea orală de Ivermectină. Insecticidele însă nu rezolvă problema privind combaterea infecțiilor transmise prin păduchi (deoarece păduchii dezvoltă rezistență la insecticide), fără măsuri de educație sanitară, de igienă colectivă și de igienă personală.

### Particularitățile Frontului de Est
| “                                                     | Tifosul epidemic a însoțit întotdeauna dezastrele care care au lovit umanitatea. Foamea, frigul și războaiele sunt cei mai buni aliați ai săi. | ” |
| — Rezak Drali, Philippe Brouqui & Didier Raoult, 2014 | |   |

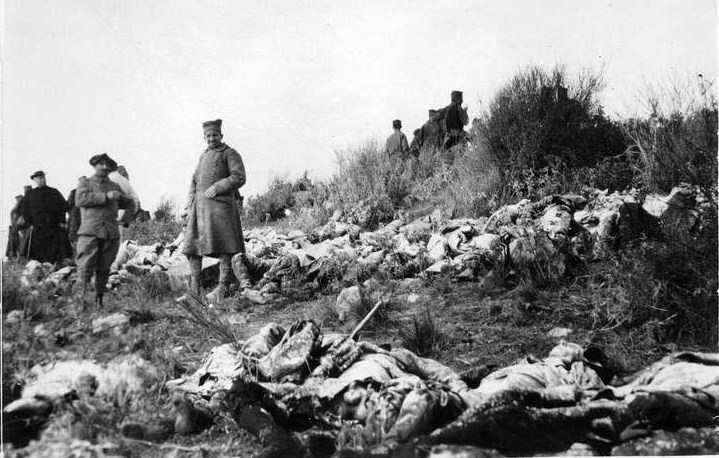
Soldați sârbi morți de tifos pe insula Vido, în timpul retragerii armatei sârbe prin Albania

În anul 1914 pe Frontul de Est, distrugerea orașelor sârbe s-a însoțit de distrugerea infrastructurii existente, care asociată cu lipsa profesioniștilor din domeniul medical, mobilizați în armată, a condus rapid la deteriorarea rapidă a sănătății populației. Malnutriția, supraaglomerarea și lipsa de igienă asociate au deschis calea liberă tifosului, care a apărut în luna noiembrie 1914 printre refugiați și prizonieri de război, după care s-a răspândit rapid printre trupe. În februarie și martie 1915, epidemia a atins cea mai rapidă evoluție înregistrată vreodată pe plan mondial și în perioada de vârf din aprilie 1915, mortalitatea a atins 60-70%, situația dramatică având un impact inclusiv asupra deciziei militare de a continua ofensiva în Serbia, a Puterilor Centrale. Într-un an boala a ucis 150.000 de oameni, dintre care 50.000 erau prizonieri de război în Serbia (o altă estimare furnizând cifra de 30.000 de morți, din cei 60.000 de prizonieri austro-ungari). În numărul victimelor s-a inclus și o treime din corpul medical sârb.

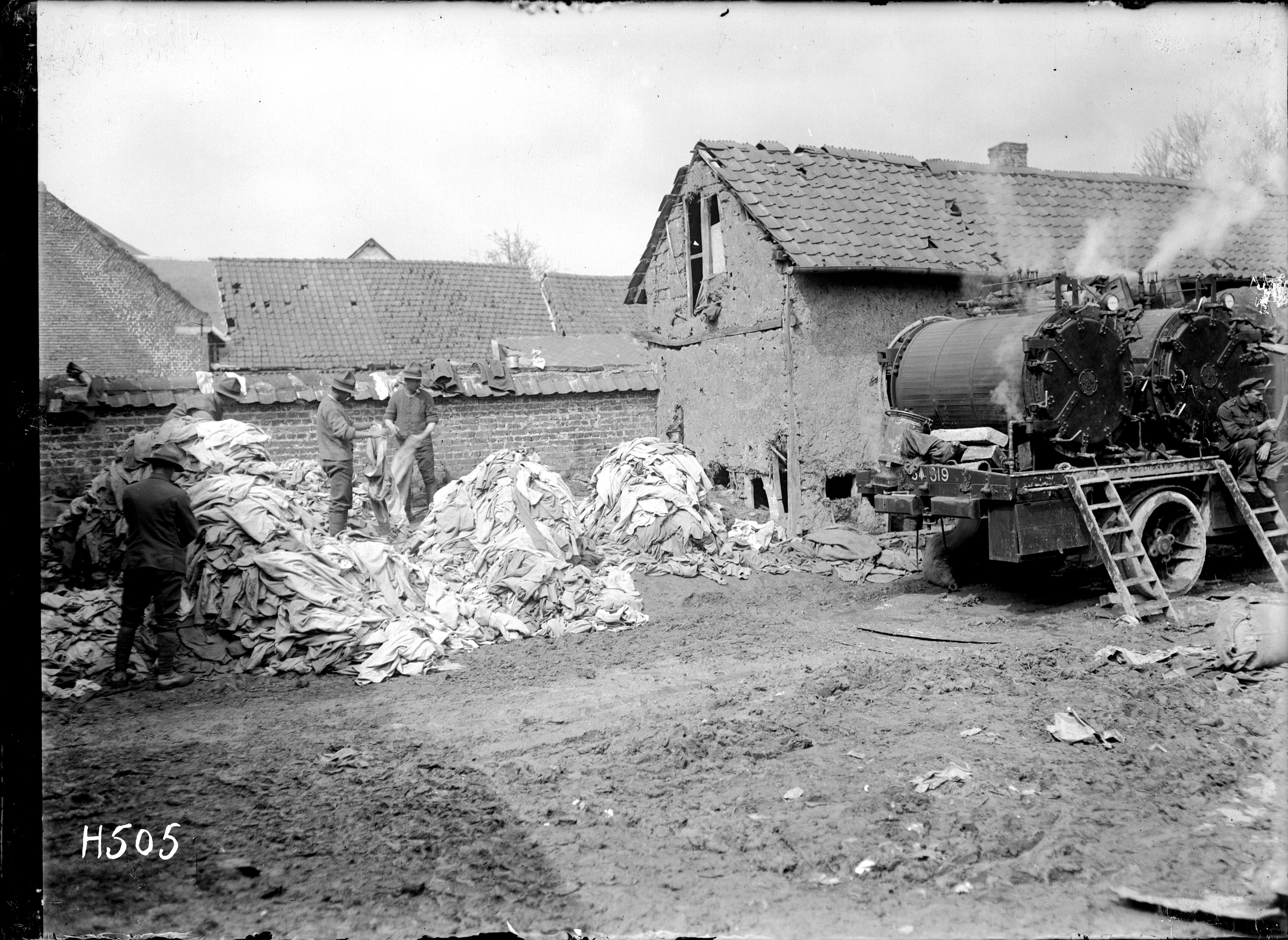
Bus-lès-Artois 15 aprilie 1918: soldați sortând rufăria de corp, care urmează să fie dezinfectată cu ajutorul fierbătoarelor mobile.

Rapid, tifosul s-a propagat de-a lungul întregului Front Estic. Alăturat faptului că tifosul era în Rusia latent cu mult înainte de începutul Marelui Război, printre soldații ruși și români, precum și printre adversarii lor de pe Frontul de Est, respectiva afecțiune a devenit o problemă comună. Deși boala și-a făcut simțită prezența inclusiv în cadrul forțele militare estice ale Puterilor Centrale, aceasta a fost împiedicată să atingă proporții epidemice în armatele austro-ungară și germană, de măsurile energice de despăduchere a trupelor. De asemenea, cu toate că a pătruns în lagărele de prizonieri și închisorile din Europa Centrală, răspândirea ei în populația civilă a fost împiedicată.
Situația existentă a diferit de cea de pe Frontul de Vest, unde deși infestarea cu păduchi era endemică, nu au existat focare de tifos, în absența bacteriemiei tifice. Acolo însă a bântuit febra de tranșee, al cărui agent este Bartonella quintana, transmis tot de păduche. Singurul motiv rezonabil pentru care tifosul a lipsit în vest este acela că, armatele combatante au avut organizații sanitare pe deplin conștiente de pericol. Acestea au pus în funcțiune mecanisme eficace atât de alertă pentru cazurile suspecte, cât și de despăduchere extensivă, cu precădere și cu deosebită atenție gestionate, în privința trupelor care se transferau de pe Frontul de Est pe Frontul de Vest.

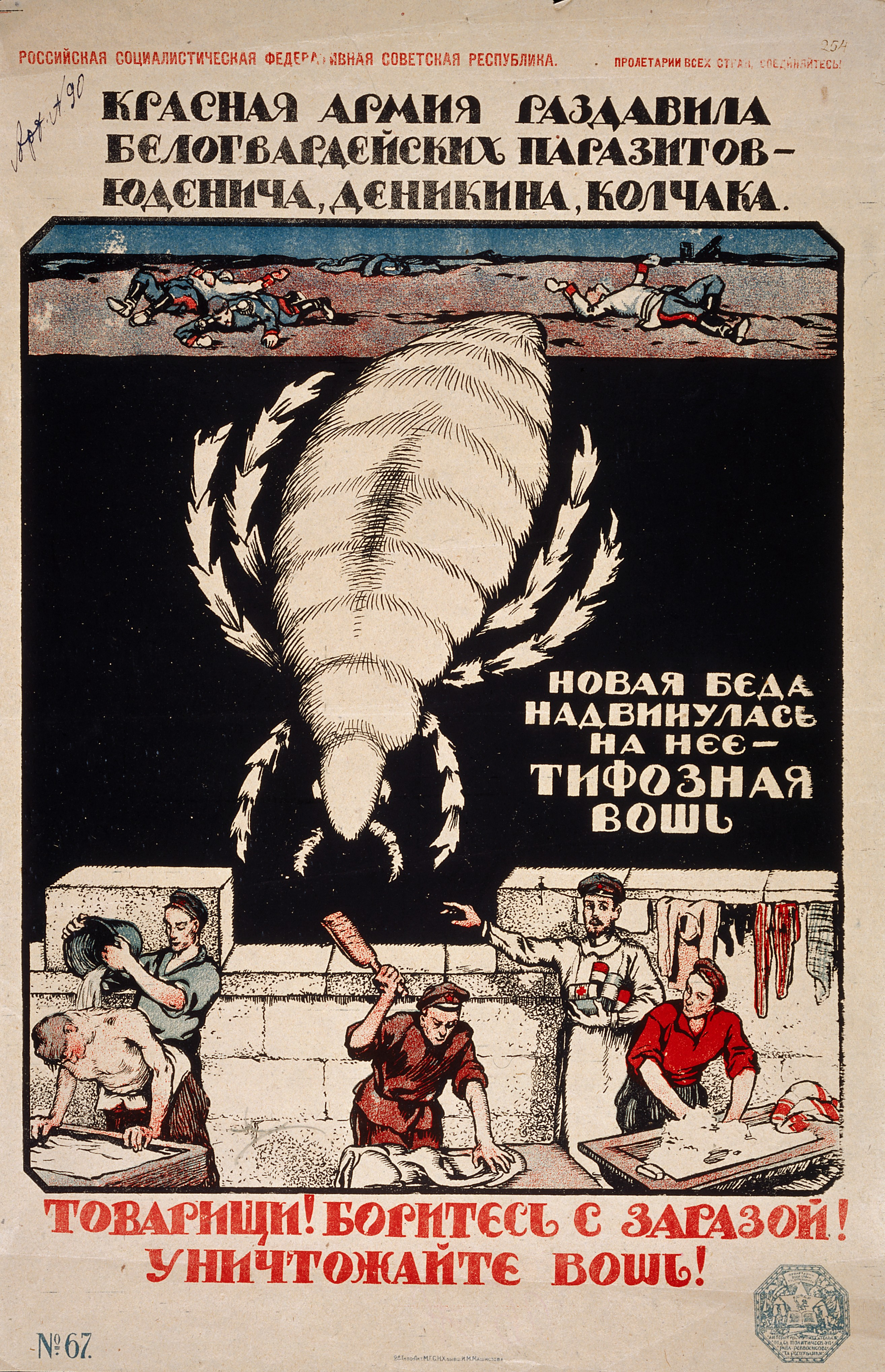
Litografie color din 1921 a Armatei Roșii, care avertizează asupra pericolului reprezentat de păduchi.

Îm est epidemia s-a dezvoltat insidios în trupele ruse începând de la sfâșitul anului 1914, părând a fi ținută sub control la nivelul civililor de măsurile adoptate de medicii zemstvelor, de Crucea Roșie și de serviciile de sănătate publică urbană (fără ca însă omonimele lor militare sau guvernamentale să se remarce prin eficiență). Soldații, refugiații și prizonierii de război au portat însă infecția cu tifos în interior până în vestul Siberiei, mai ales după înfrângerile din Polonia de la sfârșitul anului 1915. Până la începutul anului 1918, cu excepția unei mici epidemii în vestul Kazahstanului în 1915, cazurile au rămas scăzute în rândul civililor. Situația cea mai gravă a apărut însă pe teritoriul Rusiei, devastat de foamete și război, în timpul iernii 1917-1918, când a apărut cel mai mare focar de tifos din istoria modernă. Epidemia a debutat în marile orașe și provinciile centrale și s-a răspândit până în ținuturile de dincolo de Urali, în Siberia și Asia Centrală până la finalul anului 1919 și a cuprins întreaga țară, în 1920. O scurtă acalmie a urmat în cea mai mare parte a anului 1921, pe măsură ce Războiul Civil s-a încheiat. Foametea a fost un nou catalizator pentru epidemie, care a revenit în Ucraina și în provinciile de lângă Volga, în 1922. Estimările cele mai fidele sunt variabile și avansează cifre de la 25 la 30 de milioane de cazuri în spațiul geografic al fostului Imperiu Rus, din care aproximativ 2,5 până la 3 milioane au fost fatale.
Tifosul a însoțit de asemenea retragerea armatei poloneze din Ucraina, în 1920.
De asemenea, în perioada 1919 și 1923, febra recurentă al cărei vector este tot păduchele, produsă de Borrelia recurrentis, a dus la alte cinci milioane de decese în Europa și Rusia, iar o pandemie de gripă care a debutat în ianuarie 1918, a secerat viața a aproximativ 50.000.000 de oameni (existând și opinia că, cifra ar putea să se afle în intervalul 50-100.000.000 de victime).

### Situația din Regatul României
România sfârșitului de secol XIX - început de secol XX era caracterizată de o stratificare și o polarizare socială sensibile. Aceasta caracteriza cu precădere mediul rural, unde se afla 85 % din populația Regatului. Inclusiv în mediul muncitoresc urban însă, condițiile de muncă și de trai erau dificile. Acestui context i se adăugau un nivel ridicat al analfabetismului (în procent de 78,90 % în anul 1899) și un profil demografic apropiat de cel al statelor subdezvoltate. Nivelul necorespunzător al condițiilor de locuire, al hranei și al alimentației (uniformă și săracă) – proprii contextului social existent, favoriza epidemiile și în general, creșterea morbidității.
Bântuită de boli infecto-contagioase precum tifosul exantematic, holera, dizenteria, malaria și difteria, precum și de boli cu substrat medico-social precum pelagra, tuberculoza și alcoolismul, deși la începutul secolului XX România dispunea de legi și regulamente sanitare aflate în pas cu restul țărilor din Europa, acestea nu erau aplicate corespunzător, de autoritățile care  ar fi trebuit să ia măsurile potrivite cu scopul ameliorării situației sanitare.
Deoarece în perioada de pace scursă de la participarea la Războiul de Independență, pregătirea armatei și a serviciilor conexe acestei: intendență, subzistență și serviciul sanitar nu a reprezentat o prioritate pentru conducerea țării, în cel de-Al Doilea Război Balcanic Serviciul Sanitar al Armatei s-a aflat într-o situație deplorabilă, evidențiată de cei peste 1.000 de de soldați pierduți din cauza epidemiei de holeră. Situația care a dus la aceste pierderi, în pofida faptului că nu au existat confruntări militare, s-a menținut și trei ani mai târziu, la intrarea României în Primul Război Mondial.
În lupta dusă astfel încât epidemia să poată fi oprită mai înainte ca trupele române să revină în Regat, s-a remarcat figura profesorului Ioan Cantacuzino, care a contribuit decisiv la campania de vaccinare antiholerică.   Vezi și articolul:  Participarea României la cel de-Al Doilea Război BalcanicVezi și articolele [[{{{2}}}]] și [[{{{3}}}]]Vezi și articolele [[{{{4}}}]], [[{{{5}}}]] și [[{{{6}}}]]Vezi și articolele [[{{{7}}}]], [[{{{8}}}]], [[{{{9}}}]] și [[{{{10}}}]]Vezi și articolele [[{{{11}}}]], [[{{{12}}}]], [[{{{13}}}]], [[{{{14}}}]] și [[{{{15}}}]]Vezi și articolele [[{{{16}}}]], [[{{{17}}}]], [[{{{18}}}]], [[{{{19}}}]], [[{{{20}}}]] și [[{{{21}}}]].

Cartograme de distibuţie a cazurilor de tifos în Regatul României, în intevalul 1906-1915
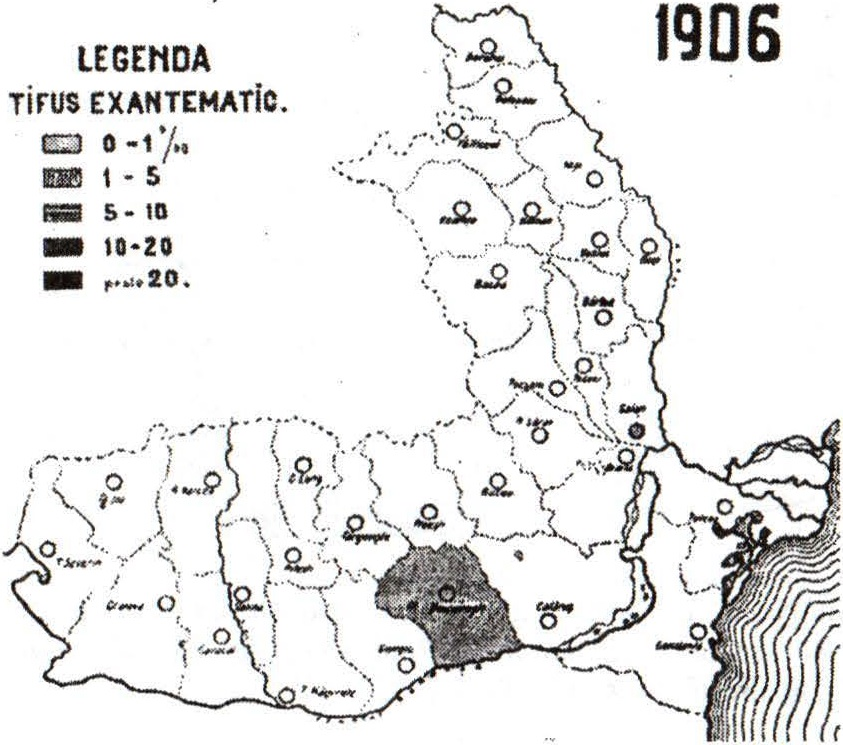
1906
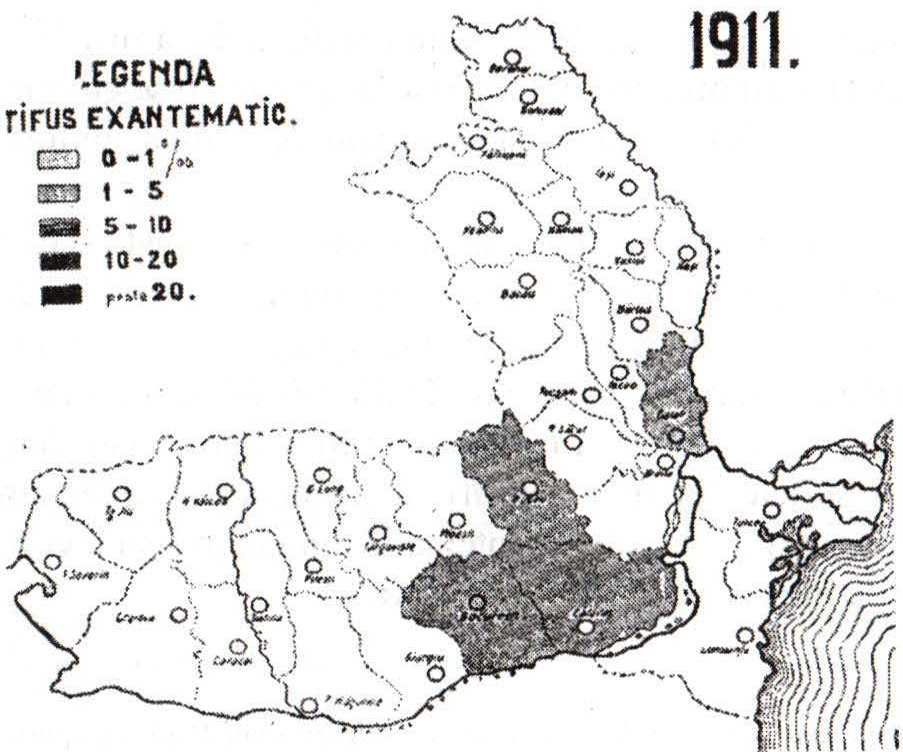
1911
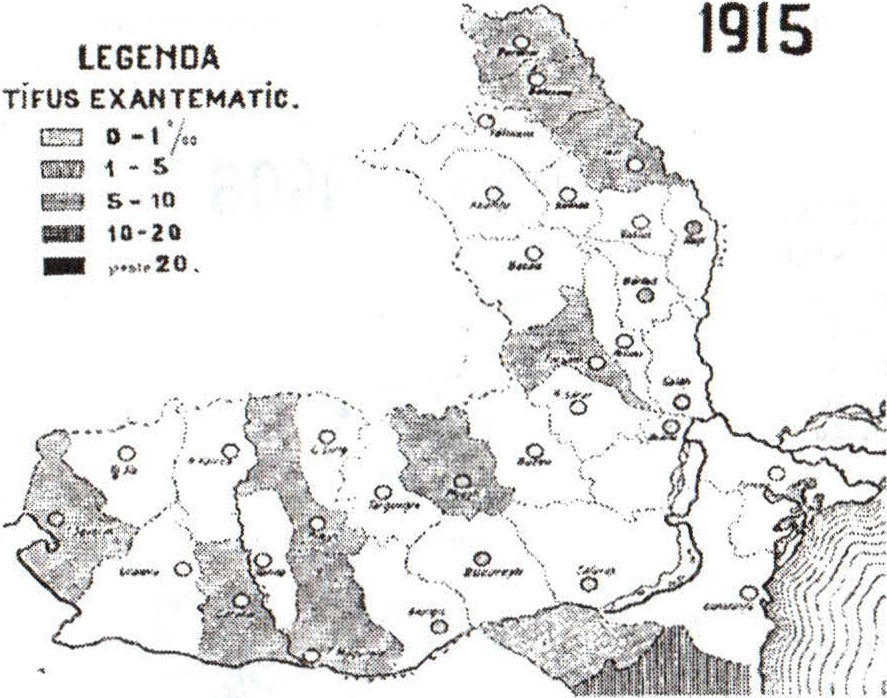
1915

Tifosul avea un caracter de boală endemică în spațiul geografic al Regatului României. Astfel, referindu-ne chiar și numai la perioada jumătății anterioare de secol care a precedat Primul Război Mondial, în București au fost semnalate cazuri de tifos înainte de Războiul de Independență mai ales în penitenciare, unde reprezenta principala boală. În timpul războiului, în timp ce în timpul asediului Vidinului a izbucnit o epidemie de tifos, în România principalii portanți ai afecțiunii au fost refugiații bulgari și prizonierii turci. În anii următori mortalitatea prin tifos a regesat la minim, fiind nulă sau aproape nulă, cazuri continuând să apară printre cei care trăiau în mizerie sau munceau în condiții insalubre (vagabonzi, țiganii salahori, servitori din Oltenia aflați în serviciul precupeților, vizitii angajați de serviciului municipal al curățirii străzilor). Dacă însă în 1906 tifosul a fost evidențiat numai în București și împrejurimi (semnalându-se un mic focar epidemic în rândul comunității de țigani de la marginea orașului), în 1911 a apărut în patru județe, din care trei din Muntenia și unul din sudul Moldovei. În 1915 deja în patru județe din Moldova au fost semnalate cazuri, precum și în patru județe din Oltenia și unul din Muntenia, alături de cele două județe din Cadrilater (dintre care cel mai afectat a fost Caliacra). De asemenea, pe fondul imaginii deplorabile a județelor sud-dobrogene din punct de vedre sanitar, în 1916 tifosul exantematic era prezent într-o serie de focare din județele nou alipite din Cadrilater, la Balcic și în alte 20 de sate din zonă, cu populație majoritar turcă. Sursă de boală au fost și refugiați din Serbia sau Bulgaria, precum și prizonieri de război sârbi, repatriați din Austro-Ungaria.
Un aspect particular a fost reprezentat în cei doi ani premergători intrării în război de către împingerea pe plan secundar a chestiunilor economice, de înzestrare, de instruire a trupelor și de pregătire psihologică și practică a populației, de organizare a sistemelor logistice și de întărire a sistemului sanitar, precum și de organizare a unor rezerve. Chestiunile și subiectele politice (negocierile și discuțiile cu puterile aflate în conflict, precum și activitățile de mobilizare a opiniei publice) au fost în prim plan și cei mai capabili miniștri au fost numiți să conducă ministerele cu rol mai degrabă politic. Ministerele care au gestionat activitatea curentă (Interne, Instrucțiune Publică, Război) și activitatea economică au fost conduse de personalități de rangul doi. A lipsit de asemenea un guvern de uniune națională, iar corupția (evidențiată mai ales pe plan local și regional), a deturnat în beneficiul scopurilor individuale fonduri, resurse și mai ales inițiative.

## Evoluția epidemiei
| Dr. Ioan Cantacuzino în 1920, despre Epidemia de tifos exantematic din Regatul României |
| --- |
| Înainte de războiul din 1916, tifosul exantematic era aproape necunoscut în România; din când în când, la intervale rare, au fost semnalate mici focare izolate, mai ales printre țiganii din marginea Bucureștiului; dar aceste cazuri au rămas excepționale și atunci când a izbucnit războiul, medicii români nu cunoșteau boala, doar câțiva dintre ei au avut ocazia să o cunoască. Cât despre febra recurentă, ea nu a existat în România înainte de 1915; nici un caz nu a fost constat până la acel moment; ca urmare a campaniei în 1913 din Bulgaria, unde această boala este endemică, ea și-a făcut apariția sub forme de cazuri izolate și destul de rare. Chiar la începutul campaniei din 1916, un mic focar de tifos exantematic (5 cazuri în aceeași familie) a fost descoperit într-un sat din Dobrogea. El a fost repede stins (izolarea bolnavilor, despăduchere tuturor locuitorilor satului). Boala a fost foarte probabil importată de trupele rusești care operau în această regiune, poate și de spioni bulgari care cutreierau țara. Nu au fost semnalate alte cazuri până în momentul când retragerea românească a început să se transforme în dezastru; epuizată de marșuri și lupte, insuficient îmbrăcată, abia hrănită, parțial dispersată, armata română s-a retras, pe un frig năprasnic, în Moldova; învălmășeală în satele Moldovei a devenit în curând într-atât de mare, ca urmare a afluxului trupelor extenuate și a exodului populației civile care fugea de invazia germană, încât tifosul exantematic și-a găsit împlinite dintr-odată împrejurările cele mai prielnice pentru întinderea lui: în localitățile în care cantonau regimentele, nu arareori puteai vedea 25-30 de oameni înghesuiți într-o odăiță țărănească. Promiscuitatea era înfricoșătoare, iar putința de îngrijire a corpului era nulă. Nu erau localuri pentru a adăposti oamenii sau izola bolnavii; lipsea lenjeria, dar și hainele de schimb pentru soldați pe care păduchii nu au întârziat să mișune; caii mureau cu miile de foame și de istovire sau erau reduși la năluci ambulante; aprovizionarea cu alimente și furaje era aproape imposibilă în această țară, odinioară atât de bogată, dar pe care trupele rusești o epuizaseră de mijloace de existență; populația civilă de la sate era privată de asistență medicală, aproape toți medicii erau mobilizați; aceasta era situația când epidemia izbucnise. Diviziile mai sănătoase au fost lăsate pe front pentru a ține piept inamicului, a cărui înaintare a fost în cele din urmă oprită; aici condițiile de igienă au fost mai bune, învălmășeală mai mică, alimentația mai substanțială, iar epidemia de tifos se propaga mediocru; cele mai încercate divizii retrase de pe front pentru a se reconstitui, fiind cazate în condiții detestabile, au fost unitățile printre care boala a evoluat și s-a extins rapid. Cine ar putea uita tabloul pe care îl prezentau gara Iașilor și mahalalele lui, în februarie 1917 ? Soldați risipiți și rămași în urmă, refugiați de tot felul, năpădeau de pretutindeni, pe jos sau pe calea ferată și albiți de păduchi, ei împrăștiau în calea lor boala, unii dintre ei cădeau morți în drum, alții în clipa sosirii lor; zilnic pe peroanele gărilor, pe drumurile spre oraș, la ușile spitalelor ticsite de bolnavi stăteau mormane de cadavre îngrămădite cu sutele, unele peste altele; medici și infirmierii cădeau atinși de molimă peste tot; nu mai erau nici scânduri pentru sicrie, iar căruțele târâte de cai fantomatici, purtau cadavrele trântite grămadă; imaginile clasice ale ciumei din Atena se impuneau irezistibil în memoria noastră. Epidemia a debutat în mod insidios în decembrie 1916; ea era puțin cunoscută la început de către medici, așa cum se întâmpla aproape întotdeauna în astfel de cazuri; în prima jumătate a lunii ianuarie, se notau în registrele infirmeriilor regimentare un număr tot mai mare de diagnostice de „gripă infecțioasă“ sau de „stări tifice grave“; de fapt era vorba în acel moment de cazuri de tifos exantematic nediagnosticate. Epidemia a fost recunoscută oficial în a doua jumătate a lunii ianuarie. În acest interval, nu au fost luate măsuri generale sau coordonate, atât de mare era haosul; și astfel virusul a avut posibilitatea să facă numeroase pasaje și boala s-a generalizat, de la începutul lunii februarie, cu o intensitate îngrozitoare. Din acel moment, morbiditatea și mortalitatea au fost în creștere rapidă; ambele au atins punctul lor culminat în martie, apoi au descrescut destul de repede pentru a ajunge aproape la zero spre sfârșitul lunii mai. În iunie, epidemia a fost practic stinsă și au fost semnalate numai câteva cazuri izolate în iulie. Timp de șase luni, s-au semnalat, ici și colo, doar câteva cazuri foarte rare, arătând că rezervorul virusului nu a fost încă epuizat. A existat o ușoară recrudescență, care a dispărut rapid, în iarna anului 1918, cu o mortalitate mică. Dar în timp ce grație unor energice măsuri de profilaxie, epidemia a fost stinsă în părțile teritoriului care au scăpat de invazia germană, ea a continuat să bântuie cu violență în teritoriile Valahiei ocupate de inamic. Acolo, de fapt, germanii se limitaseră numai la o strictă supraveghere a propriilor lor trupe; iar populația românească au lăsat-o privată în totalitate de orice asistență; astfel, toate spitalele rurale, care puteau fi utilizate pentru a izola bolnavii de la țară, au fost demontate de ei și sistematic mutate. Chiar și în București, unde trupele de ocupație, datorită măsurilor adoptate, au scăpat de molimă, epidemia făcea ravagii printre populația băștinașă. Aici tifosul bântuia cu violență și s-a împuținat în vara și toamna anului 1918 și apoi pe tot parcursul anului 1919; el continua încă să facă numeroase victime în capitală, până când, în luna noiembrie, germanii au fost izgoniți de către armata franceză de Orient, venită de la Salonic. Acest procedeu inuman al germanilor față de populația românească comportă totuși lecții prețioase și demonstrează cât de eficiente sunt metodele de profilaxie rațională, aplicată cu strictețe, în plin focar epidemic; în timp ce locuitorii din București plăteau bolii un greu tribut, trupele germane despăducheate cu grijă și ținute departe de orice contact virulent au rămas aproape neatinse de infecție. Astăzi, epidemia de tifos exantematic a fost stinsă în România; cazuri izolate și puțin grave încă mai continuă să apară din când în când. Numai în Basarabia, unde mijloacele de acțiune sunt mai modeste, personalul medical foarte rar și comunicațiile dificile, persistă încă mici focare de tifos exantematic printre locuitorii de la țară. |

### Evoluția în teritoriul neocupat de Puterile Centrale
Evoluția bolii pe teritoriul Moldovei neocupate a fost una rapidă, cu efecte dramatice.
Cauzele acestei evoluții, conform istoricului Alin Ciupală au fost multiple. Celor enunțate anterior, datând din epoca premergătoare intrării în conflict, li s-au adăugat haosul indus de numărul mare de refugiați relocați pe teritoriul Moldovei libere (zonă geografică ce era caracterizată de către un nivel mai mare de sărăcie și de lipsă de infrastructură), un ritm lent de organizare pe plan regional în acord cu noile realități, deficitul de resurse alimentare, sanitare, de îmbrăcăminte, de igienă și de salubritate, precum și criza semnificativă a spațiului localtiv, lipsa de medici și de personal medical calificat, de medicamente și vaccinuri, de spații de carantină și de proceduri medicale profesionale. Iarna 1916-1917 a fost de asemenea una foarte grea și nu în ultimul rând, populația nu a răspuns la apelul autorităților, iar în ce privește remediile, s-au folosit cu precădere în mediul rural produse ale medicinei tradiționale, total ineficace în fața respectivei boli.

#### Debutul
Conform doctorului Ioan Cantacuzino, un prim focar de tifos cu 5 cazuri în cadrul aceleiași familii dintr-un sat dobrogean, posibil aflat în relație cu trupele ruse din zonă sau cu afluxul de bulgari veniți pe ascuns de peste graniță, a fost pus în evidență încă de la începutul campaniei din 1916. Conform opiniei lui Cantacuzino (contrazisă ulterior),  aceasta ar fi fost singurul semnalat până în momentul în care, retragerea armatei române s-a transformat într-un dezastru. Cu toate acestea însă, odată cu evacuarea militară a capului de pod de la Silistra, au fost retrași și ostaticii bulgari și turci. Membrii populației turco-bulgare au continuat să fie evacuați ca suspecți, din Dobrogea, printre aceștia un raport din 8/21 septembrie 1916 către Marele Cartier General din partea Comitetului Central Sanitar, menționând 5 suspecți de tifos aflați în cazarma unui regiment de artilerie călăreață. De asemena, la începutul lunii septembrie 1916 au fost semnalate cazuri de tifos la Galați printre răniții ruși și sârbi.
După ce la 19 septembrie 1916 au apărut primele cazuri ale bolii în rândurile trupelor din Galați, au aparut cazuri și în rândurile militarilor care luptau în Dobrogea, iar după 28 septembrie și în rândul civililor. În zona Armatei de Nord, câteva cazuri au fost semnalate la Piatra Neamț.
Situația s-a schimbat în timpul retragerii române în Moldova. Epuizate, prost hrănite și prost îmbrăcate, retrăgându-se printr-un frig glacial, trupele aglomerau împreună cu refugiații de război localitățile. Condițiile de cantonament erau extem de dificile și nu permiteau îngrijirea corporeală, astfel că înghesuiala, lipsa posibilității de a schimba hainele sau lingeria, lipsa posibilităților de aprovizionare, lipsa în cadrul populațieie civile a medicilor (mobilizați în armată), precum și imposibilitatea izolării bolnavilor au constituit un mediu deosebit de propice, pentru dezvoltarea păduchilor. Astfel, la sfârșitul retragerii situația sanitară a armatei era cum nu se poate mai rea.
La începutul epidemiei, posiblitățile de despăduchere și de izolare a cazurilor lipseau aproape complet, unitățile retrase în spatele frontului pentru reconstituire având soldații cazați în bordeie. Săpate în pământ cu două intrări opuse între care se afla un culoar, pe lateralele căruia se găseau paturile, acestea adesea nu aveau ferestre, nu erau protejate contra umidității și erau imposibil de deparazitat. Mediul lor umed și călduț a fost ideal pentru dezvoltara păduchilor, astfel că aceste bordeie au devenit un rezervor permanent de infecție, într-o perioadă în care debandada era accentuată de faptul că Serviciul Sanitar al Armatei nu se putea pune de acord cu direcțiunea sanitară civilă.
În luna decembrie 1916, faptul că epidemia deja debutase nu a fost observat de către corpul medical.

#### Progresia
Evoluția defavorabilă României și forțelor sale armate, a ostilităților militare, a făcut ca circumstanțele demografice, biologice și cele generale igienico-sanitare să se modifice sensibil. Astfel, în Moldova pe un teritoriu care reprezenta cu ceva mai mult de un sfert din teritoriul de atunci al statului român, se găseau la începutul anului 1917 pe lângă populația proprie, 1,5 milioane de refugiați, militari, tineri recruți din contingentele 1917-1920 și mai mult de 20.000 de răniți și de bolnavi. Alături de aceștia se aflau și trupele rusești amice, cu o stare sanitară prezentând carențe semnificative.
Epidemia a intrat în faza acută începând cu ianuarie 1917, după finalizarea retragerii armatei și a refugiaților în Moldova și faza de maxima virulență s-a suprapus primelor luni ale anului 1917. Astfel, în prima jumătate a lunii ianuarie 1917, în registrele infirmeriilor regimentare au apărut din ce în ce mai des diagnostice precum „gripă infecțioasă” sau „stare tifică gravă”, în realitate cazuri patente de tifos exantematic. De abia în a doua jumătate a lunii ianuarie, existența epidemiei a fost recunoscută oficial, mortalitatea acesteia ridicându-se în această lună la maxim 7-9 %. Absența completă a unor măsuri generale sau coordonate în acest interval a fost de o deosebită gravitate, astfel că boala s-a generalizat cu foarte mare rapiditate în masa populației, la începutul lunii februarie. Din acest moment, morbiditatea și mortalitatea au crescut rapid.
Au existat diferențe majore între situația din zona de operații și cea din spatele frontului, odată acesta stabilizat. Astfel diviziile cele mai valide, lăsate pe front să țină piept armatei germane, au beneficiat de o alimentație, de o igienă și de condiții de cantonament cu mai puțină aglomerație, ceea ce a făcut ca maladia să se propage aici cu mai mare dificultate. Spre diferență de acestea, diviziile greu încercate și retrase în spatele frontului pentru reconstituire au fost cantonate în condiții mizerabile, ceea ce a făcut ca epidemia să progreseze rapid, în aceste mari unități. Astfel, un raport al generalului medic Nicolae Vicol a consemnat în luna februarie 1917 la Divizia 2 Infanterie, faptul că regimentele cele mai afectate de boli infecțioase aveau cantonamentele cele mai proaste. De asemenea, acesta a scos în evidență faptul că părțile active ale trupei rezistaseră mai bine epidemiei. Odată acestea retrase însă de pe front, au fost reunite cu părțile sedentare aflate în stare de mizerie fiziologică, extenuate de marșuri, prost îmbrăcate și cu mulți bolnavi, ceea ce a determinat contaminarea trupei active în zona de reorganizare. În cantonamente soldații au suferit de foame, iar construirea repetată a unor adăposturi în plin ger de ianuarie, care după aceea erau abandonate, a epuizat trupa și mai mult. Alături de acestea lipsa echipamentului, frigul excesiv, lipsa de comunicații, corvezile mari, imposibilitatea menținerii curățenieie personale și lipsa resurselor pentru deparazitare au contribuit din plin la degradarea stării sanitare.
Aglomerarea populației civile în Moldova și-a adus și e contribuția la propagarea epidemiei. Derivând din acest context, una dintre cauze a fost astfel, conform lui Constantin Argetoianu, ocuparea precipitată de către negustorii olteni rămași fără venituri a piețelor din Iași, care până atunci fuseseră monopolizate de către comercianți evrei.

#### Stabilizarea incidenței și platoul de prevalență
Apogeul morbidității și mortalității (vârful epidemiei)a fost atins în cursul lunii martie 1917, când mortalitata a fost peste 30 %.

#### Declinul
La sfârșitul lunii mai 1917 morbiditatea și mortalitatea scăzuseră mai mult decât semnificativ, astfel ca doctorul Cantacuzino să considere că în luna iunie (lună în care mortalitatea cazurilor era de 10 %) epidemia fusese practic stinsă, fiind semnalate numai câteva cazuri izolate în luna iulie. La aceasta, au contribuit în mod hotărâtor măsurile de profilaxie rațională antiepidemică adoptate la nivelul întregului teritoriu. Pe de altă parte, datorită timpului frumos și ameliorării situației alimentare, numeroși convalescenți de tifos au avut șansa de a se restabili.

#### Faza de stare fluctuantă
Grație unor măsuri energice de profilaxie care au putut fi aplicate în părțile din teritoriul național neocupat de armata germană, în vara anului 1917 au fost consemnate doar cazuri izolate Conform opiniei lui Cantacuzino, în întreaga jumătate  finală a anului 1917 au fost semnalate în Moldova doar cazuri foarte rare, ici și colo. Pe fondul mizeriei fiziologice și a venirii anotimpului rece de la sfârșitul anului 1917, tifosul însă a reapărut. A survenit de asemenea o ușoară recrudescență a epidemiei în iarna anului 1918. Aceasta a avut o mortalitate mică și a dispărut rapid.
Conform istoricului Leontin Stoica, în Moldova Occidentală se mai înregistrau în mod izolat unele focare epidemice la începutul anului 1919.

### Evoluția în teritoriul ocupat de Puterile Centrale
A existat o discrepanță evidentă între evoluția epidemiei din teritoriul stăpânit de armata română și cea din teritoriul aflat sub tutela trupele germane. Astfel, germanii s-au limitat în ce privește adoptarea unor măsuri raționale de profilaxie, doar la propriile trupe. Aplicate cu strictețe în plin focar epidemic, acest tip de măsuri s-au dovedit eficiente. Despăducheați cu grijă și ținuți la distanță de orice contact cu potențial virulent, soldații germani au rămas aproape neatinși de epidemie.
Efectul măsurilor limitate numai la trupele germane de ocupație a făcut ca, epidemia să continue să facă ravagii în restul populației băștinașe. Aceasta s-a întîmplat cu atât mai mult cu cât populația românească a fost lipsită de asistență medicală, deoarece spitalele rurale care ar fi putut fi folosite la izolarea bolnavilor au fost demontate de germani și mutate sistematic. Mai mult, depozitul central de medicamente ale statului român a fost confiscat și trimis în Germania de către Administrația Militară Germană din România. Măsura în cauză a determinat  într-o perioadă în care situația sanitară a Bucureștiului era compromisă de condiții de trai cât se poate de mizere, pe fondul rechizițiilor și restricțiilor de tot felul, o penurie gravă. Astfel, în București violența epidemiei s-a atenuat de abia în vara și toamna anului 1918, făcând victime numeroase până în luna noiembrie a aceluiași an, când s-a produs retragerea armatei germane. Situația dificilă din Capitală în ce privește bolile infecto-contagioase este semnificativ ilustrată de faptul că, numai la Spitalul Colentina au existat în perioada 1917-1918, 1.000 de paturi pentru contagioși. Situația bolnavilor de boli infecțioase s-a agravt însă în restul teritoriului ocupat în vara și toamna anului 1918, pe fondul acutizării crizei de medicamente. Acestea, din primăvara anului 1918 nu mai puteau veni pe filiera rusă, controlată acum de bolșevici, iar specula cu medicamente s-a asociat unui tablou deosebit de sumbru privind aprovizionarea și disponibilul de medicamente, care nu mai puteau avea ca sursă decât Bucureștiul. Au ajuns de asemenea să lipsească încă din aprilie 2018 și ingredientele de bază pentru receptură, precum alcoolul denaturat, uleiul și zahărul.
Caracterizate totuși de pragamatism și dat fiind că pe teritoriul ocupat se găseau 200.000 de soldați străini, în condițiile în care riscul epidemiilor printre aceștia era foarte ridicat, toate cele 14 districte militare administrate de germani și austro-ungari, precum și Komandaturile de etapă aferente (mai puțin cele din Dobrogea, aflate sub autoritatea colectivă a Puterilor Centrale și subordonate Administrației Militare de Etapă germană regionale) erau încadrate totuși la începutul anului 1918 cu 156 de medici (străini, prizonieri  de război și autohtoni), care urmau să aibă grijă de peste 71% din locuitorii României de pe atunci. Conform unui calcul estimativ avansat de către Bogdan Teodorescu, unui astfel de medic îi reveneau 25.000 de oameni de supravegheat și tratat, ceea ce făcea ca pentru acești profesioniști să nu poată exista decât un singur obiectiv: acela de diagnostica și trata pe cât posibil, exclusiv principalele boli infecto-contagioase care presupuneau riscuri mari inclusiv pentru ocupanții străini. În plus deficitară și asimetrică era și repartiția teritorială a  medicilor atât pe districte (unele dintre acestea precum erau Parahova și Telormanul beneficind de 23 și respectiv 18 medici, în vreme ca altele precum Muscel, Olt, Vlașca și Ilfov beneficiind primul de 4 și respectiv ultimele de câte 3 medici), cât și în cadrul acestora, cu încadrarea mai bună cu personal sanitar a centrelor districtuale, în timp ce doar în situații speciale Komandaturile de etapă aferente acestora erau acoperite cu personal medical. E de bănuit de asemenea că spitalele din zona de front erau mai bine aprovizionate.
Deficitul de aprovizionare cu medicamente era mare și datorită lipsei farmaciștilor, mobilizați pe front, în plus preluarea localurilor de farmacie și a medicamentelor care aparțineau fostelor farmacii s-a făcut în general în mod abuziv, prin confiscări sau rechiziționări. S-au înființat ulterior totuși farmacii de stat, pentru a furniza medicamente gratuite populației sărace după rețete scrise de medicii oficiali (printre cei cu dreptul de a semna rețete erau în primul rând medicii germani), cu scopul de a limita atât numărul bolnavilor contagioși din categoriile vulnerabile, cât și de a anihila unele nemulțumiri, făcându-se concesii în ce privește susținerea celor defavorizați. Cu toate că autoritățile de ocupație au părut că au luat în serios acest tip de farmacii, acestea nu au fost ferite de a fi transferate în alte părți, privând populația locală de serviciile lor.

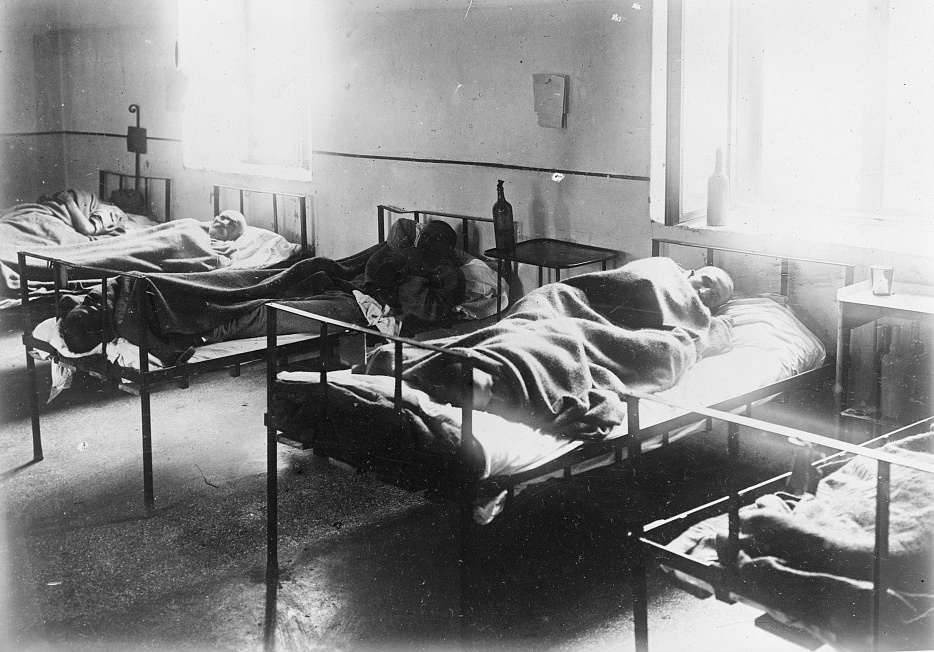
Un salon al unui spital cu pacienți bolnavi de tifos exantematic în București, în 1919 (bolnavii stau câte doi în pat)

Pacea de la București deși a redat în mod teoretic și la sud autoritatea guvernului Marghiloman, în fapt a prelungit un condominium cu administrația germană (valabil inclusiv pentru Basarabia, recent încorporată României), care a putut astfel continua jaful economic și represiunea. În plus, odată cu eliberarea personalului medical prizonier de război, care completa necesarul de cadre, riscul ca acest personal din teritoriu să se împuțineze în mod dramatic în plină epidemie a crescut, cu toate că medicii demobilizați ar fi urmat să se reîntoarcă la posturile lor, asemene farmaciștilor (cu excepția faptului că în localurile de farmacii respective ar fi putut exista farmacii militare germane). În plus, demobilizarea trupei urma să amplifice riscul epidemic, în condițiile în care medicii și medicamentele lipseau, iar datorită restricțiilor impuse de autoritățiel germane, reîntoarcerea medicilor demobilizați în teritoriul ocupat era diminuată. Astfel, nu era prevăzută bugetarea posturilor pentru spitale mobile, iar plecarea medicilor străini și reașezarea schemelor de personal sanitar erau împiedicate de practici birocratice și paralizau sistemul sanitar, într-o situație care ar fi cerut solidaritate, competență și eficacitate. Ca efect, încărcarea schemelor cu medici a fost nesatisfăcătoare în a doua jumătate a anului 1918, fiind uneori cu mult sub cea de dinainte de război. Pentru a decongestiona centrele de triere dinspre linia de demarcație din sudul Moldovei, cu scopul combaterii epidemiilor, au fost înființate centre suplimentare ad-hoc la Galați și Pădureni. Este de remarcat că în vara și toamna anului 1918, deficitul de medicamente uzuale și ingrediente necesare acestora în farmacii a fost grevat de desființarea depozitele regionale de medicamente, în timp ce farmaciile de stat erau desființate, pentru ca sistemul privat de farmacii să-și reintre în drepturi.

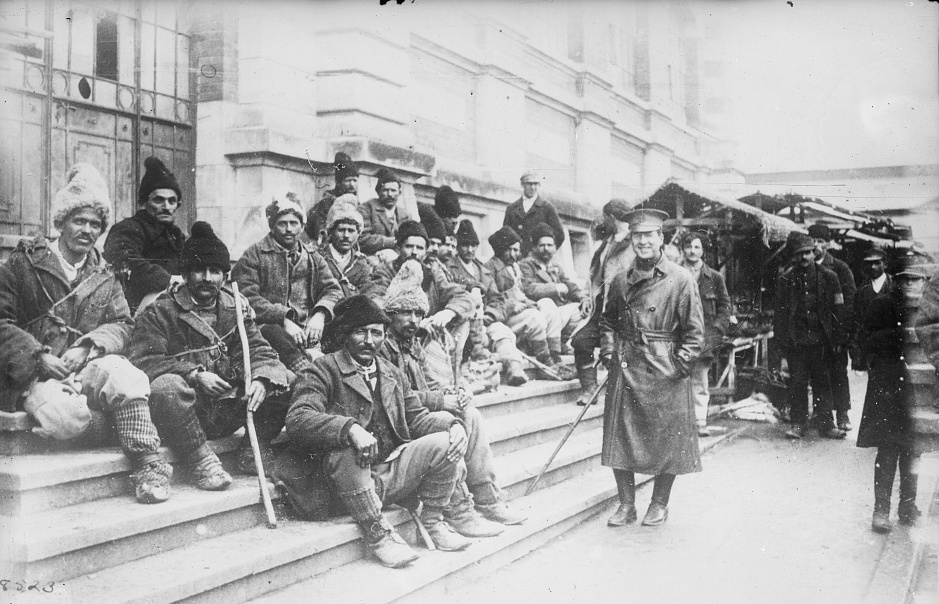
Demobilizați de război (aici în 1920)

Conform istoricului Leontin Stoica, în Muntenia tifosul continua să facă ravagii la începutul anului 1919. Pe parcursul anului, au continund să existe în București numeroase victime.

### Situația în Basarabia

Basarabia în 1917

Situația sanitară pe plan local s-a degradat în perioada 1916-1917 după intrarea României în război, atât datorită tranzitului și încartiruirii trupelor, precum și a mobilizării populației la lucrări militare, cât și datorită inflației, revoluției, valului de refugiați, sărăciei și promiscuității. S-au creat astfel condiții dintre cele mai favorabile  pentru ca focarele de tifos exantematic și de alte boli contagioase se transforme în epidemii întinse.
În Basarabia epidemia de tifos a progresat în anul 1918 în raport cu anii precedenți, revenirea la domicilii a foștilor combatanți trecuți prin lagăre de prizonieri dând un impuls semnificativ, flagelului. S-au adăugat la aceasta, conform opiniei medicilor militari români, ignoranță, indolența și reaua-voință a personalului local al zemstvelor. De asemenea, celor menționate i s-a alăturat fenomenul de masă caracterizat atât de nedeclararea integrală a numărului de bolnavi contagioși, cât și de lipsa de disponibilitate a medicilor locali de a sprijini izolarea contagioșilor, pe motiv că aceasta reprezintă un atentat la libertatea individuală (aflată însă în opoziție cu interesul celor din jur de a nu fi puși în pericol).
Conform istoricului Leontin Stoica, o mentalitate asemănătoare celei a medicilor basarabeni a fost însă documentată în perioada interbelică și la nivelul populației rurale din România Mare. Astfel, aceasta considera ca fiind o datorie morală neizolarea bolnavilor (chiar și a celor contagioși), precum și ajutorarea lor prin toate mijloacele (fie ele empirice, rudimentare sau chiar contraindicate).
Cifrele au variat de-a lungul anului. Astfel, dacă o estimare consemnată de generalul Nicolae Vicol a avansat la începutul lunii mai 1918 cifra de 4.000 de cazuri existente, o nouă cifră de 13.000 de cazuri în lunile februarie, martie, aprilie și mai a fost vehiculată la sfârșitul aceleiași luni într-un memoriu axat pe problematica epidemiologică, remis Ministerului de Război de către un colectiv alcătuit din Directorul Sănătății Publice și inspectorul sanitar general, alături de inspectorul sanitar general al regiunii Basarabia. La sfârșitul anului cu toate că boala afecta semnificativ civilii basarabeni, răspândirea sa printre militari aflați în provincie era relativ redusă. Cea mai afectată zonă se afla în sud, urmată de extremitatea nordică. Principalele focare ale epidemiei erau orașele Cetatea Albă (aflată pe primul loc), Tighina și Hotin.  Totalul, la nivelul anului 1918, a ajuns la 24.988 de bolnavi, din care 3334 au decedat. În anul respectiv epidemia a fost documentată în 1843 de sate, dintr-un total de 2286 câte se aflau în Basarabia.
Situația foartea alarmantă s-a menținut în anul 1919, când s-au înregistrat în Basarabia 50.915 de cazuri, cel mai afectat județ fiind Tighina și cel mai puțin afectat fiind Ismail. Cu toate eforturile depuse de personalul medical militar și în pofida unor succese parțiale, precum și a construirii a 100 de instalații de deparazitare în zonele rurale, la mijlocul anului situația epidemiologică era puțin satisăcătoare.
În zonele rurale ale Basarabiei mai persistau în 1920, conform declarației dr. Cantacuzino focare mici de tifos, datorită atât unor mijloace de acțiune mai modeste, cât și comunicațiilor dificile, precum și lipsei personalului medical.

### Bucovina

Harta Bucovinei în 1918.

Este de remarcat că până la începutul anului 1919, ambianța socială și economică generală din Bucovina a fost neprielnică dezvoltării epidemiilor. Astfel, conform unui raport militar, în luna decembrie 1918 nu existau decât cazuri suspecte, neconfirmate însă cu tifos exantematic.
Situația în provincie nu a putut însă rămâne independentă de contextul general, caracterizat atât de proximitatea Basarabiei, unde epidemiile continuau să facă victime, cât și de cea a Ucrainei, transformată în câmp de bătălie al Războiului Civil. De asemenea, în Moldova Vechiului Regat se mai înregistrau în mod izolat unele focare epidemice, în timp ce în Muntenia tifosul continua să facă ravagii. Acesta a fost fondul pe care tifosul exantematic s-a întins în Bucovina.
Un prim focar epidemic a apărut lângă localitatea Siret. Cauzele apariției acestuia au fost puse de către medicii militari români atât pe seama vecinătății Basarabiei (unde exista în apropiere un focar de tifos la Hotin), cât și a tranzitării provinciei de către prizonierii de război ardeleni, care se repatriau din Rusia. În luna februarie, în cadrul militarilor Diviziei 8 Infanterie se găseau 15 cazuri de tifos, starea sanitară a provinciei fiind considerată încă drept „destul de satisfăcătoare în ceea ce privește armata, cât și populația civilă”. Lucrurile s-au schimbat în luna aprilie, când deși numărul cazurilor de tifos din cadrul marii unități românești a fost staționar, pe un fond general de ameliorare a stării sanitare, cea epidemiologică din cadrul populației s-a înrăutățit.
În mai, lună până în care se înregistrase un total de 327 de cazuri, din care 25 de decese, au fost consemnate în rândurile populației civile un număr de aproape 100 de cazuri noi de tifos, localizate mai ales în districtele Cernăuți și Siret, fără ca acestea însă să se constituie în focare veritabile. În acest context în care rezervorul care alimenta boala a devenit populația civilă, numărul de cazuri a crescut și în rândul militarilor Diviziei 8 Infanterie la 25.
În luna iunie situația s-a caracterizat prin parametri relativ asemănători, fiind guvernată de proximitatatea față de Galiția, Pocuția și Basarabia. O tendință generală de ameliorare a situației a început însă să fie evidentă în luna iulie, pentru ca în august 1919 aceasta să continue, Situația a evoluat în paralel și în ce privește militarii români, consemnându-se 19 cazuri în iulie și respectiv numai 4 în august.

### Transilvania
La începutul anului 1919, existau în Transilvania doar unele cazuri izolate de focare epidemice, tifosul exantematic manifestându-se în luna ianuarie sporadic în partea de Transilvanie deținută de către trupele române. Astfel, la jumătatea lunii respective (stil vechi) erau înregistrați doar patru civili atinși de boală, la Sibiu, împreună cu un militar suspicioant de îmbolnăvire, la Petroșani. În următoarea lună, rapoartele au menținat 13 cazuri printre militarii români.
În luna aprilie 1919, situația epidemiologică în ce privește populația Transilvaniei era foarte bună. Tifosul exantematic se manifesta prin cazuri foarte rare și negrupate în focare epidemice. În noimebrie însă, a apărut un focar de boală la Făgăraș, care a fost stins rapid.

### Epilogul interbelic

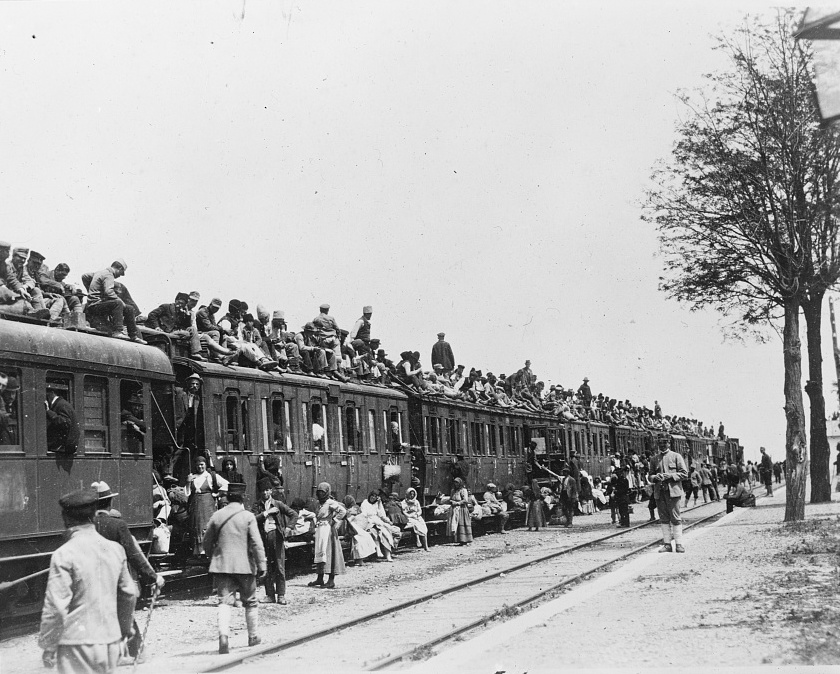
Tren de pasageri în Muntenia, în 1919

În perioada imediat următoare Primul Război Mondial, fiind extrem de virulent, tifosul a dominat printre bolile infecțioase, în special în mediul rural. Astfel, în 1919 acesta deținea o pondere de 60,36 % din îmbolnăviri, cu 56.042 de cazuri. În 1920 la Paris, Ioan Cantacuzino declara în Bulletin de la Société de pathologie exotique faptul că epidemia fusese stinsă în România și că mai continuau să apară din când în când doar cazuri izolate și puțin grave, alături de micile focare de tifos din Basarabia.
Prin măsurile luate, ponderea tifosului între bolile infecțioase a scăzut la aproximativ 2% în intervalul 1925-1930 și apoi chiar sub 2% până în anul 1938. În ce privește numărul de cazuri, au fost înregistrate în anii 1920 45.907 cazuri, în 1922 - 4630 și în 1925 un total de 707, cifre ceva mai mari – 1858, 2813 și respectiv 2226 de cazuri fiind identificate în anii 1930, 1935 și respectiv 1938 (în 1935 pe fondul stării economice precare a populației rurale, după 2 ani de producție agricolă deficitară). Basarabia a continuat să fie un teritoriu unde tifosul a rămas endemic, fiind sursa a 85 % din cazurile raportate în România, în intervalul 1920-1939. Motivele au fost reprezentate atât de proximitatea geografică a Ucrainei, un teritoriu cu condiții igienice precare, cât și de căile de comunicații deficitare, care, erau impracticabile în periada hibernală și făceau greu de aplicat măsurile de prevenție. De dincolo de Prut, periodic muncitorii sezonieri făceau ca boala să reapară în alte părți ale țării.

### Controversa postbelică referitoare la factorii organizatorici favorizanți
Conform opiniei Dr. Ioan Cantacuzino, consemnată în 1920, înainte de intrarea României în Marele Război boala în cauză ar fi fost practic necunoscută în spațiul geografic al Regatului, exceptând unele rare focare izolate din jurul Bucureștiului, sau cazuri izolate de tifos astfel cum au fost ele semnalate în anul 1915 la Corpul 4 Armată (Iași), fără a se înregistra însă decese. Această opinie era însă greșită, boala fiind pe atunci de fapt endemică în România (Ion Bordea – 1924, Constantin Săndulescu – 1940, Valeriu L. Bologa – 1972).
Tot în opinia Dr. Cantacuzino, foarte puțini dintre medicii români ar fi avut ocazia să observe manifestările bolii astfel încât să le cunoască. Această aserțiune care încerca să propage ideea că medicii români nu au avut experiență în lupta contra tifosului a fost reluată de cercuri apropiate factorului politic și decizional reprezentat de Partidul Național Liberal, cu toate că și aceasta era eronată, deoarece comisii trimise de statul român investigaseră manifestarea tifosului la sârbi și propuseseră soluții încă din perioada 1913-1915. Astfel în 1913 în Regatul Serbiei, cauzele, intensitatea, formele de manifestare, metodele de prevenire și de combatere a tifosului fuseseră investigate tocmai de o astfel de comisie. Mai mult, o a doua comisie constituită de către medicii Ioan Cantacuzino, Mihai Ciucă și căpitanul Constantin Suhățeanu a inspectat în primăvara anului 1915 sudul și estul statului sârb, grav afectate de tifos. Acești medici, ca urmare a constatării rezultatelor obținute de sârbi pe teren, au înaintat conducerii superioare a Ministerului de Război la 8 mai 1915 un referat consistent, în care au sistematizat sub forma a șapte propuneri, ceea ce ei considerau necesar a fi făcut pentru adoptarea unor metode de profilaxie rațională a bolii.
Propunerile vizau alături de deparazitarea încă din momentul sosirii la cazarmă prin tundere, baie și frecții cu petrol a celor concentrați, sterilizarea hainelor, igiena corporală personală, construcția de cuptoare de brutărie pentru deparazitarea uniformelor militare și a hainelor celor bolnavi, precum și igienizarea vagoanelor.
Acest aspect a fost amintit inclusiv de către Constantin Argetoianu,  care în memoriile sale a acuzat lipsa de interes a celor care guvernau țara pe atunci, precum și a celor din eșalonul secund al conducerii, pentru propunerile făcute de către echipa doctorului Cantacuzino.
O critică aspră în ce privește responsabilitatea armatei în răspândirea bolii a venit din partea generalului Alexandru Averescu în broșura sa publicată în anul 1918 intitulată „Răspunderile”. Astfel, acesta a ținut să scoată în evidență atât absența oricărui spirit privativ din partea Înaltului Comandament, cât și erorile acestuia în ce privește organizarea în mod defectuos a concentrărilor prealabile restructurării armatei de la începutul anului 1917. Conform generalului Gheorghe Dabija, s-a mai făcut și o foarte gravă greșeală cu recruții contingentelor evacuate din Muntenia și Oltenia, deoarece aceștia fiind nehrăniți, neîmbrăcați, neîncălțați și extradebilitați, au devenit o pradă pentru epidemii.
Conform istoricului Dorin Dobrincu însă, deficiențele asociate factorilor politici, administrativi și militari din Regatul României nu au reprezentat o situație singulară în epocă, el exemplificând în acest sens cu situația similară din Franța anului 1914. Astfel, deși vaccinul creat de către Almroth Wright împotriva febrei tifoide fusese testat cu succes în timpul Războiului anglo-bur, de abia în 1914 a fost votată de către parlamentul francez o lege care instituia în cadrul armatei vaccinarea obligatorie împotriva respectivei boli infecțioase. Mai mult, producătorul vaccinului, profesorul Jean Hyacinthe Vincent, a stabilit prea multe contraindicații în ceea ce-l privea pe acesta, datorită faptului că s-a temut de accidente și astfel, el a hotărât începerea vaccinării la 1 octombrie 1914. Efectul tragic al acestor măsuri a fost reprezentat de faptul că, armata franceză s-a îmbolnăvit în masă de febră tifoidă imediat după prima bătălie de pe Marna.
Nu au scăpat de critici, de asemenea, câteva dintre marile personalități medicale românești ale epocii. Astfel, Ion Gheorghe Duca i-a acuzat de lașitate prin faptul că s-au ținut la distanță de focarele epidemice, precum și de sabotaj al strategiilor și deciziilor guvernamentale prin intermediul discuțiilor sterile și intrigilor mărunte cu iz politicianist, pe Thoma Ionescu, Gheorghe Marinescu și Nicolae Gh. Lupu. Conform istoricului Leontin Stoica însă, acuzațiile lui Duca ar fi putut să aibă și ele un rol politic, iar problema utilității maxime a celor trei medici pe fornt sau în spatele acestuia, este o problemă încă deschisă.

## Evoluția concomitentă a morbidității prin alte boli infecto-contagioase
Parcursul războiului pe teritoriul României a fost caracterizat de existența unor boli cu potențial epidemic ce au evaluat simultan sau succesiv, alături de tifosul exantematic făcându-și simțită prezența boli precum holera, febra recurentă, icterul epidemic, variola, febra tifoidă și difteria. Gripa spaniolă, la rândul ei a făcut victime. Nu au lipsit din peisaj cazuri de tuse convulsivă, sifilis, malarie și boli venerice. Dintre acestea s-a detașat febra recurentă, care s-a caracterizat printr-o mortalitate necunoscută până la acel moment. Pe acest fond, deficitul alimentar a contribuit la creșterea gravității și duratei perioadelor de convalescență.
Cu pregătirea serurilor și vaccinurilor, precum și cu combatera epidemiilor, la București a fost însărcinat la 16 noiembrie 1916 Victor Babeș, aflat la conducerea Institutului de Bacteriologie. În același timp, în Moldova au fost concentrate laboratoarele militare, alături de cele ale Facultății de Medicină și ale Institutului Antirabic, din Iași. Existând experiența neglijențelor anterioare din Bulgaria, soldații au fost inoculați atât împotriva holerei, cât și a tetanosului și a febrei tifoide, anterior de intrarea în acțiune.

### Prevenirea unei epidemii naționale de holeră
Dacă în cel de-Al Doilea Război Balcanic, holera a fost cel mai redutabil inamic al trupelor române, experiența dobândită în respectivul conflict a impus însă vaccinarea preventivă împotriva bolii, realizată anterior intrării în campanie. Pe teritoriul zonei principale de operații dintre Carpații Meridionali și Dunăre au existat doar focare izolate de holeră, spre diferență de zona Dobrogei, unde lucrurile s-au complicat. Cu toate aceastea cazurile de holeră, care începuseră să se extindă la începutul conflictului, au fost rapid izolate.
Astfel, după ce la 19 septembrie 1916 primele cazuri de holeră au apărut la Galați (unde vor fi mai târziu evacuați holericii din Călărași), a fost ulterior raportate cazuri și în Dobrogea la Divizia 5 Infanterie, care apăra pozițiile de la Topraisar și mai puține la Divizia 19 Infanterie, unde oamenii fuseseră vaccinați. După 28 septembrie, au început să fie semnalate cazuri și în rândul civililor.
Un plan coerent de luptă cu holera a fost adoptat la 21 octombrie 1916, ca efect al discuțiilor dintre ministrul Angelescu, Ioan Antoniu (șeful Serviciului Sanitar de pe lângă Marele Cartier General) și profesorul Ioan Cantacuzino. S-au organizat astfel 8 centre: Ploiești, București, Slobozia, Galați, Râmnicu-Sărat, Bârlad, Roman și Iași. S-au dat de asemenea instrucțiuni ca să fie vaccinați (prin două inoculări succesive cu doze mari și cu exceptarea contraindicațiilor) toți răniții din spitale, populația refugiată din Dobrogea, străinii din lagărele de concentrare, precum și toți cei expuși contactului cu bolnavii. La rândul lor, soldații vaccinați anterior au primit un rapel la 6 luni (în cazul vaccinării anterioare antiholerice, persoanele respective chiar dacă s-au contaminat, n-au exprimat boala, devenind cel mult purtători de vibrioni holerici). Au fost de asemenea responsablizați și decidenții regionali, în privința izolării suspecților și contacților în locuri dedicate.
Rezultatele obținute, spectaculoase conform lui Ioan N. Antoniu, au fost realizate în contextul evoluției infauste a situației militare în spațiul dobrogean, ceea ce a determinat refugierea unei mare număr de civili în regiunile situate la stânga Dunării. Acestora li s-au asociat ostaticii bulgari și turci dobrogeni, care se aflau în curs de evacuare spre Moldova și în rândul cărora epidemia a fost stopată începând cu 2 octombrie 1916 (din nefericire însă, o mare parte dintre supraviețuitorii ostatici turci și bulgari ai holerei din toamna respectivului an au fost victime ale tifosului exantematic în Moldova, la începutul anului 1917). Dificultăților existente în ce privește lupta antiholerică, li s-a asociat în mod deplorabil o colaborare defectuoasă cu armata rusă, caracterizată de carențe sanitare potențate de gesturi și situații anarhice, numeroase. Multele cazuri din rândul soldaților ruși au ajuns astfel să pună în pericol populația civilă.
Este de remarcat însă că asocierea holerei la aceleeași indivizi bolnav de tifos, reprezentând un element particular al epidemiei de tifos din România, a determinat invariabil decesul.

### Epidemia de febră recurentă
În același timp cu epidemia de tifos exantematic, s-a dezvoltat o epidemie de febră recurentă. În ce privește această boală, ea era necunoscută înainte a de anul 1915 în România, cu excepția unor cazuri izolate din timpul celui de-Al Doilea Război Balcanic. Ele apăruseră în contextul endemismului care caracteriza această afecțiune, pe teritoriul Bulgariei.
Boala a fost caracterizată de un grad anormal de virulență, cu forme grave frecvente și cu o mortalitate care a depășit cu mult în unele momente, mortalitatea uzuală a afecțiunii. Au existat și cazuri de asociere mixtă cu tifosul, la aceeși indivizi, ceea ce conform opiniei Dr. Cantacuzino, nu a schimbat prognosticul evoluției tifosului la persoanele aflate în cauză. Aceasta însă nu a fost valabil în ce privește cazurile la care febra recurentă s-a asociat la pacienți cu forme de tuberculoză latentă sau aflată în evoluție, pe care le-a transformat rapid în forme de tuberculoză generalizată.
Evoluția celor 2 epidemii a mers în paralel în ce privește debutul, progresia și momentul apogeului de morbiditate și de mortalitate. Din momentul în care a survenit însă vârful epidemic, declinul febrei recurente s-a produs rapid în luna aprilie 1917. Deși aceasta avea același vector de transmitere ca cea de tifos exantematic (păduchele de corp), epidemia s-a stins însă la începutul lunii mai 1917 fără a mai reveni, spre diferență de cea de tifos, care și-a continuat evoluția. Singura excepție a fost reprezentată de zona de sud a Basarabiei, unde febra recurentă era endemică și noi cazuri au continuat să apară aici.
În Basarabia lucrurile au evoluat diferit, astfel că până în 1919 febra recurentă s-a manifestat sporadic. Maladia însă s-a răspândit  odată cu tranzitarea regiunii de către foștii prizonieri de război ucraineni, care mergeau spre locurile lor de baștină cuprinse de război civil.

### Gripa
Gripa spaniolă, la rândul ei a produs decese, în perioada 1918-1920. Epidemia a evoluat ascendent în intervalul noiembrie-decembrie 1918, numărul de cazuri scăzând semnificativ cu începere din mai 1919. Unitățile cele mai afectate au fost la finalul anului 1918 Divizia 5 Infanterie și la începutul anului 1919 Divizia 9 Infanterie. Documentele militare indică o mortalitate variabilă, de aproximativ 5,2-7 % (în funcție de perioadă) din rândul celor bolnavi, existând însă îndoieli asupra veridicității datelor raportate, cel mai probabil fiind că boala a fost subdiagnosticată, fiind etichetată eronat în unele cazuri drept tifos exantematic sau febră recurentă.
Din situațiile existente, reiese că epidemia de gripă (etichetată atât cu atributul de „spaniolă” cât și cu cel de „infecțioasă”) nu a făcut victime numeroase în rândul militarilor, această afirmație trebuind percepută sub rezerva faptului că, situațiile statistice aflate la dispoziție pot să nu reprezinte exact realitatea. Cele mai multe victime para a fi însă în rândurile civililor.

### Evoluția altor boli infecto-contagioase
Expunerea indivizilor la tifos a contribuit la activarea leziunilor tuberculoase latente, precum și la grăbirea evoluției formelor de tuberculoză activă, ori la generalizarea acestora. Efectul a fost totuși inferior celui pe care îl avea febra recurentă.
În Armata României, vaccinarea anti-tifică fusese introdusă încă din anul 1913. Febra tifoidă și variola au căpătat însă caracter epidemic în Basarabia, ajungându-se în anul 1918 ca dintr-un toatal de 2286 de localități, febra tifoidă să bântuie în 1761. Printre cei morți de febră tifoidă s-a aflat și Principele Mircea, mort la numai 3 ani la începutul lunii noiembrie 1916.
Un caz particular a fost reprezentat de scarlatină, în mod obișnuit frecventă și gravă în România. Aceasta, deși până la acel moment evoluase în epidemii frecvente care decimau populația infantilă, în perioada epidemiei de tifos aproape a dispărut, pentru a reveni cu începere din 1920.
Dizenteria, semnalată încă de la începutul luni septembrie 1916 printre răniții ruși și sârbi s-a manifestat izolat, fără a dobândi caracter epidemic, cu excepția Basarabiei.

## Măsurile de contracarare
Întreaga activitate de profilaxie și combatere a bolii a avut loc sub patronajul moral, material și personal al Reginei Maria. Aceasta, fără a cunoaște „teama și scârba de molimă”, după cum a consemnat Constantin Argetoianu, și „cu un dispreț desăvârșit de pericol” nu a șovăit să se arate acolo unde epidemia era mai violentă, astfel cum a descris-o I. Ghe. Duca.

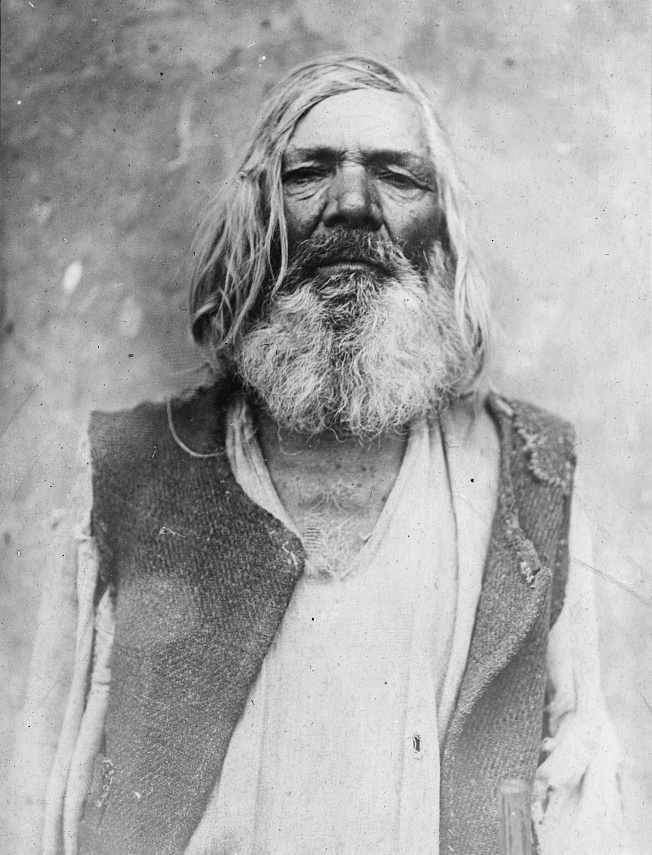
Pacient din 1919 al unui spital al Misiunii Crucii Roșii Americane, care, a refuzat să rămână în unitate dacă i s-ar fi tuns părul.

Eforturile de combatere a bolii s-au lovit de la bun început de lipsa de medici și de personal medical calificat. Astfel, aproape toți medicii civili au fost mobilizați, fiind direcționați către spitalele de campanie situate fie pe linia frontului, fie în  zonele de refacere ale armatei. Au fost chemați sub arme ca medici practicanți studenții din anii terminali ai facultăților de medicină de la București și de la Iași, iar cei din anii mici au fost încadrați ca infirmieri. Personalul secundar a fost alcătuit în cea mai mare parte din asistente voluntare, care deși devotate cauzei naționale au trebuit instruite treptat la fața locului, ceea ce a generat, cel puțin în primele luni, un efort doar parțial profesionalizat. De asemenea, lipsa procedurilor medicale profesionale a determinat ca o parte semnificativă a corpului medical să devină victimă și să cadă, la datorie, pradă bolii.
Nu în ultimul rând a existat o lipsă de înțelegere din partea populației, care a pregetat să răspundă apelului autorităților (de exemplu, din motive estetice, bărbații au refuzat să-și tundă barba și mustața, iar femeile părul).

### Măsurile generale de profilaxie a bolilor infecto-contagioase
Un raport al Serviciului sanitar al Marelui Cartier General, scris în urma unor investigații efectuate în perioada 7-9 septembrie 1916, a consemnat faptul că „lipsa de direcțiune în serviciul sanitar pentru armata din Dobrogea se simte la orice pas”, unul dintre exemple fiind reprezentat de exemplu de nerezolvarea situației suspecților de boli contagioase. De asemenea, aspectele calitative din punct de vedere al stării sanitare în ceea ce privește trupele ruse lăsau mult de dorit, carențele respective fiind potențate de multe situații și gesturi anarhice premergătoare agitațiilor revoluționare din anul 1917. Pe de altă parte, în ce privește prizonierii de război și calitatea acestora de potențiale focare epidemice, soldații armatelor germană și austro-ungară din punct de vedre igienico-sanitar se prezentau la un nivel net superior aliaților bulgari și turci. Situația era agravată de faptul că prizonierii armatelor ruso-române, proveniți din rândul aliaților balcanici și orientali ai Puterilor Centrale, se aflau răspândiți într-o mulțime de lagăre.
Ca urmare a unor investigații efectuate în perioada 9-12 septembrie 1916 de către locotenentul medic D. Mezincescu, igienist la Armata de Sud, acesta a propus atât înființarea sau completarea unor spitale de boli contagioase în Cernavodă, Medgidia, Murfatlar și Constanța, cât și luarea la fața locului a unor măsuri profilactice care includeau: despăducherea, instalarea de trenuri băi, retragerea pe rând a trupelor pentru se putea lua măsurile igienico-sanitare necesare, precum și reaprovizionarea soldaților cu îmbrăcăminte corespunzătoare. Contextul real era însă caracterizat de un raport al lui I. N. Antoniu, conducătorului Serviciului Sanitar de la Marele Cartier General, din 28 septembrie. Acesta preciza că instrucțiunile sanitare înaintate cu o lună înainte nu erau puse în mod sistematic în aplicare, consecvent și satisfăcător, iar trenurile sanitare erau infestate de păduchi. În raport, Antoniu solicita de aceea în mod urgent cedarea urgentă de către C.F.R. a unor vagoane-cazan, vagoane-baie, cu etuve, spălătorii, etc.

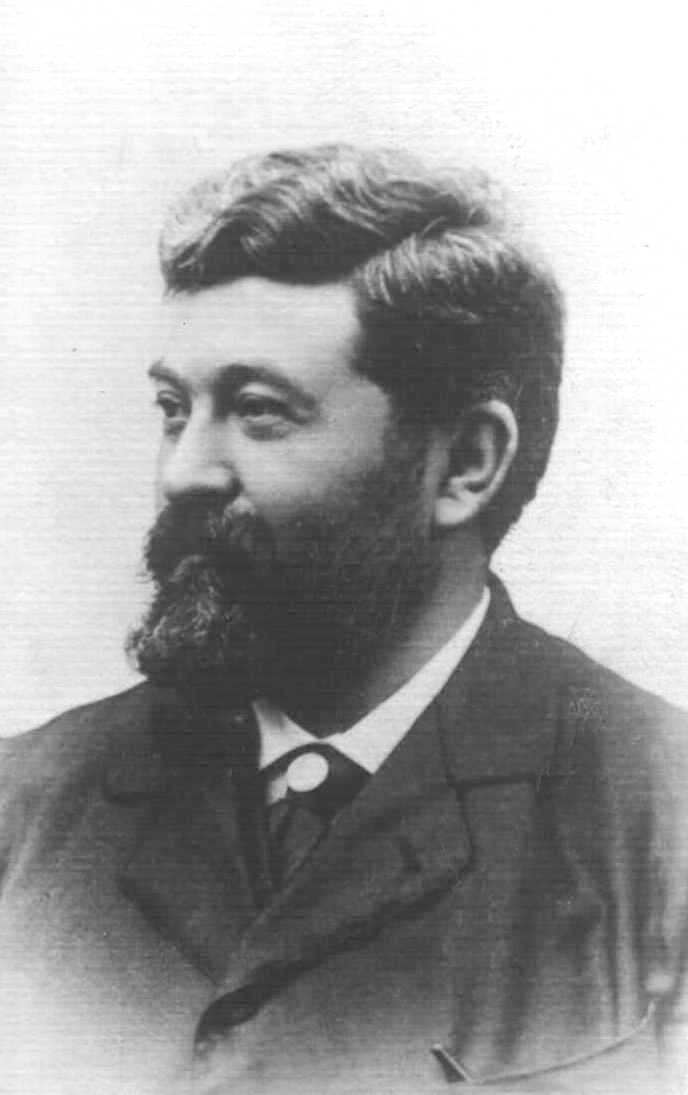
Doctorul Ioan Cantacuzino

Printr-un înalt ordin regal, la 27 septembrie 1916 profesorul Ioan Cantacuzino, a fost însărcinat cu acțiunea de combatere a bolilor contagioase și a primit puteri depline în acest sens.
În evoluția combaterii epidemiei, caracteristica primei faze a constituit-o neidentificarea precisă a bolii, ceea ce a favorizat proliferarea ei rapidă. Astfel, până la jumătatea lunii ianuarie 1917 majoritatea cazurilor de tifos erau raportate ca „gripă infecțioasă” sau „stări tifice grave”, existența unei epidemii fiind recunoscută oficial de abia la mijlocul lunii ianuarie 1917.

### Măsurile antiepidemice specifice

#### Moldova Vechiului Regat

##### Concepția măsurilor
Conform noii organizări a Serviciului Sanitar al Armatei care a luat ființă la începutul anului 1917, problemele de prevenire și de combatere a epidemiilor urmau să-i revină în mod exclusiv doctorului Ioan Cantacuzino. Ca efect al izbucnirii epidemiei de tifos exantematic, o nouă structură intitulată Directoratul Sănătății Publice (DSP) a fost destinată să asigure coordonarea și legătura dintre serviciile sanitare civile (aflate pe atunci în structura Ministerului de Interne) și militare ale Marelui Cartier General și Ministerului de Război. Această structură a fost înființată la 1 februarie 1917. În subordinea sa au intrat spitalele de contagioși, echipele lor volante, precum și toate spitalele din zona interioară, iar la conducerea sa a fost numit doctorul Cantacuzino. Acesta dispunea de puteri aproape dictatoriale și a găsit un colaborator excelent în persoana medicului inspector șef al Marelui Cartier General, Nicolae Vicol.
Alegerea Dr. Cantacuzino s-a dovedit a fi inspirată, deoarece acesta a avut un curajul care sfida toate adversitățile, a reușit să mobiliza energiile oamenilor și să folosească oamenii potriviți la locurile potrivite. Cantacuzino a reușit astfel să organizeze un sistem funcțional de depistare și izolare a bolnavilor, de deparazitare a trupelor și a populației, care, să impună o aplicare cât mai stricta a unui complex de măsuri profilactice și de combatere a bolilor transmisibile.
A doua fază, cuprinsă între momentul recunoașterii existenței epidemiei și martie 1917, a fost caracterizată prin inerție și lipsă de acțiune eficace în luarea de măsuri antiepidemice din partea organismelor statului, fapt care a făcut ca morbiditatea și mortalitatea să crească în continuare, atingând apogeul în cursul lunii martie. Măsurile de ordin igienico-sanitar luate ulterior au dus la scăderea continuă a intensității flagelului, astfel încât în vara anului 1917, au fost consemnate doar cazuri izolate.
Astfel, un raport la generalului Nicolae Vicol a recomandat în luna februarie 1917 separarea celor sănătoși și trimiterea lor în alte cantonamente, măsură menită și să decongestioneze cantonamentele existente. Omenii trebuiau deparazitați mai înainte de a ajunge la noile locații. De asemenea, populația civilă urma să fie separată în localități de personalul militar, iar serviciul, corvezile și instrucția urmau să fie temporar suspendate, pentru ca oamenii să se poată reface. Alte măsuri, precum reorganizarea transporturilor de alimente, completarea rației alimentare, a rufăriei, crearea de noi locuri în spitale, deparazitarea sistematică, asigurarea medicilor cu mijloace suplimentare care să-i țină pe cât posibil sănătoși, precum și profilaxia apariției unei ale boli care să completeze dezastrul, cum era holera, au fost avute în vedere.
Direcțiile de intervenție avute în vedere au inclus și următoarele tipuri de acțiuni:
- despăducherea pe front[39]
- instituirea atât în spatele frontului cât și în toate ariile geografice de responsabilitate ale armatelor, de mijloace profilactice care, să servească atât militarii cât și populația civilă[39]
- crearea unei bariere împotriva alimentării continue a frontului prin intermediul efectivelor de înlocuire venite din spate, cu cazuri purtătoare de infecție.[116]

##### Măsurile adoptate
Lipsind la început posibilitățile de izolare ale bolnavilor și incintele în care să se facă despăducherea, cu ajutorul Serviciului de Construcții al Marelui Cartier General și a unui corp de 150 de ingineri condus de către inginerul Constantin Răileanu, s-au construit centre de izolare distribuite în teritoriu după un plan de optimizare. Acestea au fost constituite din grupuri de barăci din lemn, cu pereți dubli sau tencuiți. În același timp, alte grupuri de barăci au fost ridicate sub aceeași coordonare pentru a servi drept cazărmi, în locul adăposturilor de tip bordei, care se dovediseră funeste. Această activitate de construcție s-a finalizat în cursul lunii martie 2019.
Printre primele măsuri adoptate s-au regăsit atât internarea obligatorie a bolnavilor în spitale militare sau militarizate, cât și inspectarea activă a populației civile rurale. Aceste inspecții s-au făcut pe măsura posibilităților existente, pentru a fi căutate de noi cazuri. S-a ajuns astfel la o cunoaștere a distribuției atât a cazurilor infantile, cât și a formelor fruste de evoluție.
Lipsită de medici și prin ea însăși un pericol din punct de vedere al gradului de infecțiozitate, pentru armată, populația civilă a fost tratată asemeni acesteia, astfel că toți bolnavii indiferent de mediul de provenineță (militar sau civil), sex sau vârstă, au fost internați în spitale militare sau militarizate, aflate atât în zonele de responsabilitate ale armatelor cât și în spatele frontului. Pe de altă parte, conform unui raport al generalului Berthelot de la 15 martie 1917, către șefului Marelui Cartier General, starea de mizerie fiziologică în care se găsea armata română și care ducea la agravarea epidemiei, făcea armata să fie un pericol nu numai pentru ea, ci și pentru cei care intrau în contact cu ea.
Spitale de campanie de contagioși, încadrate cu bacteriologi competenți, au fost repartizate în teritoriu astfel încât să acopere cele mai amenințate zone. Ele au fost însărcinate atât cu controlul epidemiologic al zonelor de responsabilitate, cât și împreună cu consiliile regionale de igienă, cu cel al organizării, distribuirii de resurse și supravegherii spitalelor din zonele arondate. De asemenea, personalul acesor spitale de contagioși a fost divizat:
- au fost create două tipuri de echipe, una fixă și alta mobilă:[118]

- echipele mobile au fost prevăzute cu mijloace de transport și au primit atât sarcina de a executa depistarea activă a suspecților și cazurilor de tifos din teritoriul arondat, precum și transportul acestora la spital, cât și pe acela de a organiza deparazitarea. Astfel, respectivele echipe au mers prin sate și depozite militare în căutarea bolnavilor sau suspecților de boală, au izolat imediat orice pacient febril (chiar și mai înainte de a i se pune diagnosticul), au construit cuptoare de deparazitare a efectelor precum și instalații de despăduchere în sate și au asigurat dezinsecția spațiilor contaminate.
- la rândul lor, echipele fixe de la centrele de contagioși au asigurat triajul bolnavilor și al suspecților (ultimilor asigurându-li-se până la stabilirea diagnosticului tratament separat într-un serviciu anexă al triajului), despăducherea tuturor celor primiți, repartizarea bolnavilor (obligatoriu despăducheați) câtre spitalele din zona de competență, precum și serviciile medicale propriuzise, împreună cu respectivele spitale regionale.

- fiecare dintre spitale la rândul lui, indiferent de rang, a fost încadrat cu echipe proprii de deparazitare, această activitate urmând să fie făcută ori de oricâte ori era nevoie. Atât în echipele de deparazitare cât și în cele de triaj, în mod principial nu au fost repartizați decât infirmieri care fuseseră bolnavi de tifos și se vindecaseră.[118]

În zona frontului:
- au fost generalizate măsuri de despăduchere, astfel că fiecare regiment, formațiune izolată, sat sau cantonament de trupe au fost prevăzute cu instalații de duș și cuptoare speciale de deparazitare a efectelor, care au fost folosite regulat.[118]
- a fost declanșat de asemenea un proces de educare al tinerilor ofițeri din centrele de instrucție, în ce privește simptomele tifosului, modalitățile sale de propagare și măsurile psoibile de profilaxie. Alături de aceste măsuri, broșuri cu informații succinte privind aceleași subiecte au fost distribuite pe front ofițerilor și medicilor. Unii dintre comandanții de pe front, la rândul lor au avut grijă ca informațiile respective să ajungă la trupă prin conferințe,[118] iar în primăvara anului 1917, au fost tipărite și răspândite broșuri cu informații referitoare la profilaxia bolilor, soldaților.[91]

Adoptarea măsurilor de profilaxie în cadrul armatei, precum despăducherea individuală și ce a efectelor, baia regulată, precum și dezinsecția incintelor de locuit cu tot ce privea aceasta (mobilier, covoare, pereți și planșee) – inclusiv la populația civilă înconjurătoare, au depins însă esențial de caracteristicile individuale ale comandanților și ale medicilor de unități. Au fost astfel cazuri în care aceștia, lipsiți de zel nu și-au făcut corect datoria, ceea ce s-a soldat cu consecințe tragice pentru respectivele formațiuni.

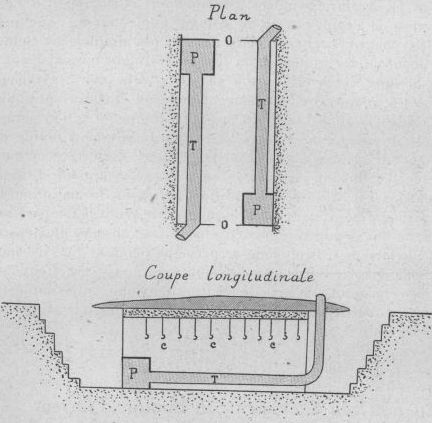
Plan al unui cuptor de dezinsecție a efectelor militare, folosit de către Armata României în Primul Război Mondial; P: sobă alimentată din exterior; T: coș de fum.

Dificultatea cea mai mare în ce privește implementarea măsurilor igienico-sanitare a survenit la nivelul centrelor din zona interioară de alimentare a frontului cu efective de înlocuire, ceea ce a făcut ca multă vreme, acestea să constituie principalul rezervor de boală pentru trupele de pe front. Soluția a fost reprezentată de crearea unor stațiii intermediare de carantină la mică distanță în spatele frontului. În aceste centre, recruții, rezerviștii și militarii aflați în permisie veniți din zona interioară și aflați în drum spre front trebuiau să stea sub observație, după o deparazitare riguroasă, un număr de zile egal cu perioada medie de incubație a bolii.
Un astfel de centru a fost creat în spatele Armatei a 2-a la Galbeni. Constituit din barăci și dotat cu instalații extinse de etuve și dușuri, acesta putea adăposti 5.000 de oameni și putea deparazita zilnic 2.000 de militari.
Odată admiși în centru, militarii erau trimiși la despăduchere, care începea cu tunderea și raderea lor, urmate de un duș cu apă și săpun. Ulterior, aceștia erau unși cu o soluție paraziticidă (ulei de petrol) sau, în lipsa acestuia și mai ales în cazul femeilor, soluție de sublimat în oțet sau în acid acetic 4 %).
La rândul lor, în acest timp efectele erau supuse dezinsecției în etuve cu abur aflat la înaltă presiune sau în cuptoare speciale, mai puțin obiectele care se puteau deteriora sub acțiunea căldurii (încălțămintea, anexele din piele sau alte accesorii). Acestea erau însă imersate în ulei de petrol.
Activitatea de evacuare din spitale și de reîntoarcere la unitățile lor a celor însănătoșiți a fost reglementată de abia la începutul lunii aprilie 1917, moment față de care, anterior cei externați erau evacuați individual pe jos, dându-li-se hrană doar pentru o zi și câte un leu, fără a li se indica unde anume trebuie să ajungă. Astfel, ei rătăceau fără a cunoaște unde anume le este corpul sau serviciul din care făceau parte. După 9 aprilie 1917 însă, spitalele și celelate unități sanitare au fost obligate să se ocupe de trimiterea oamenilor la unitățile lor. Pentru aceasta, ele trebuiau prin intermediul unei adrese de identificare scrise, fie să-i predea garnizoanei aflate în cauză, fie celei mai apropiate garnizoane. De asemenea, hrana urma să fie suficientă în raport cu lungimea traseului pe care fostul bolnav era de presupus că este necesar să-l parcurgă. Odată ajunși la garnizoanele de destinație, acestea urmau să repartizeze oamenii la corpuri și divizii. Aceștia trebuiau fie trimiși pe jos fie cu trenul, până la reședințele corpurilor sau diviziilor.Trimiterea directă la corpuri, fără ca diviziile să fie implicate, urma să se facă numai dacă destinația foștilor bolnavi se afla în proximitatea garnizoanei de provenineță. La rândul lor, corpurile și serviciile au fost făcute responsabile de primirea oamenilor și li s-a impus să comunice spitalelor răspunsuri la adresele individuale eliberate de acestea.
Datorită numărului mare de morți, s-a apelat la înhumarea acestora în gropi comune, un dintre marile astfel de gropi fiind la cimitirul „Eternitatea” din Iași.  Lipsa de scânduri pentru sicrie a dus însă la un moment dat la un conflict între Comenduirea Pieței, care nu ma avea de unde să dea scânduri și autoritățile bisericești, care pretindeau să se arunce cele patru scânduri ritualice, fie și în groapa comună.
Conform lui Ion Gheorghe Duca, spitalele militare ruse nu nu au intervenit în combaterea epidemiei din Moldova, aceasta fiind o sursă de indignare pentru populație și pentru corpul român de ofițeri. Totuși, din partea Țarinei și a mamei Țarului, au sosit materiale sanitare și rufărie.
Un an mai târziu, în 1918, serviciilor sanitare militare ale armatei române au reputat un succes prin desfășurarea în condiții bune a operațiunii de demobilizare, deoarece dezavantajele inerente ale acesteia nu au fost amplificate de (re)izbucnirea unor epidemii, date fiind condițiile existente (aglomerarea de foști combatanți și dispersarea acestora într-un mediu riscant).

#### Basarabia

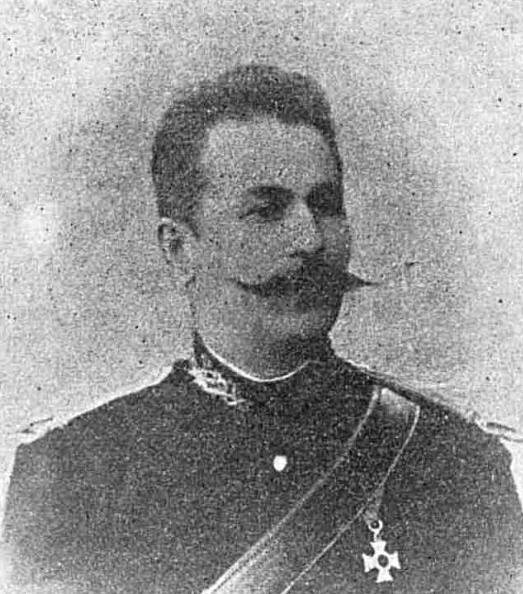
Generalul Dr. Nicolae Vicol, însărcinat cu direcțiunea sericiilor sanitare basarabene.

În Basarabia, în 1918 situația epidemică locală a urgentat reorganizarea serviciilor sanitare pe plan local de către armata română, încă din luna martie. Alături de spitalele civile existente, au apărut infirmerii de garnizoană cu secții mobile și spitale militare, din care unul de contagioși aflat la Chișinău, precum și 19 echipe de deparazitare. Acestea aparțineau trupelor române care intraseră în Basarabia. Combaterea bolilor infecțioase a devenit principalul obiectiv al respectivelor spitale militare și civile, urgența cea mai mare având-o combaterea tifosului exantematic.
Atât conducerea Serviciului Sanitar Militar cât și cea ulterioară a Inspectoratului Sanitar basarabene au fost încredințate generalului Nicolae Vicol. Pentru eficiență, acesta a propus în luna mai 1918 ca organizarea sanitară să se adapteze celei administrative a zemstvelor, spitalele civile urmând să funcționeze în continuare sub autoritate locală și să se coordoneze cu Direcția Generală a Serviciului Sanitar Civil. Vicol a mai evidențiat necesitatea absolută a băilor și a cuptoarelor de deparazitare fie ele fixe ori mobile, propunând aducerea în aria basarabeană a câtorva trenuri-băi. De asemenea, el a solicitat colaborarea detașamentelor locale de jandarmerie pentru implementarea fermă a măsurilor sanitare legale, precum și pentru popularizarea măsurilor respective în masa populației. Problemele fundamentale, independente de contextul sanitar cu care urmau însă să aibă de-a face medicii militari români în teritoriul basarabean, au fost deficiențele de infrastructură, precum și cadrul etnopolitic.
La început, serviciile sanitare militare au abordat agresiv problema, emițând ordine care au vizat evacuarea forțată a bolnavilor civili la tratamente, precum și rechiziția de localuri școlare și spitale, fără o înțelegere prealabilă cu autoritățile locale. Această abordare a fost schimbată printr-o circulară emisă în luna iunie 1918, într-o încercare tactică de a fi ameliorate fricțiunile dintre populație și noile autorități românești. Deși măsurile de izolare a bolnavilor și de dezinfectare urmau să fie aplicate pe cale pașnică, încăpățânarea locuitorilor (rămași în urmă sub aspectul igienei, sanitației și educației sanitare), cu referire la măsurile de izolare, a făcut ca acestea să aibă doar un succes parțial și au întârziat rezolvarea problemei epidemice.
În luna iunie 1918 a fost de asemenea legiferată existența unor echipe volante de deparazitare cu caracter militar, precum și a unor inspectori de boală contagioasă cu caracter civil (în număr de trei, pentru nordul, centrul și respectiv sudul provinciei). Simultan,  cu scopul de a facilita procesul de combatere al epidemiilor, precum și educația populației, infirmeriile de garnizoană și cele ale spitalelor divizionare au fost obligate să aibă posibilitatea de a se împărți în 4 secții mobile (a căror activitatea urma să se desfășoare efectiv în corturi) cu cel puțin 50 de paturi fiecare. Acestea urmau să fie dislocatea în localitățile unde era nevoie și bântuia tifosul, precedate sau însoțite de o echipă volantă de deparazitare. De asemenea, în localitățile cele mai afectate de tifos spitalele permanente ale Diviziilor 9 și 10 Infanterie au fost obligate să se deplaseze, indiferent dacă localitatea era sau nu în zona de competență a marii unități respective (spre diferență, aria de competență a infirmeriilor de garnizoană cu secți mobile urma să rămână doar cea a diviziei). Astfel, se evita deplasarea bolnavilor către centrele medicale din localitățile de domiciliu, sursă de reticență și ostilitate în ce privește populația, cu atât mai mult cu cât unii dintre ofițerii români încercaseră impunerea forțată a respectivei  măsuri. Suplimentar, spitalul de contagioși din spital de campanie a devenit spital permanent și a căpătat un caracter semi-mobil. Acesta, împreună cu spitalul permanent al Corpului 5 Armată și spitalele divizionare urmau să aibă echipe proprii de deparazitare numite și de „poliție sanitară”, care în centrele cele mai afectate (respectiv la nivelul spitalelor divizionare și a celui de contagioși) erau dublate. Infirmeriile de garnizoană urmau în schimb să aibă o singură echipă de deparazitare pentru toate cele patru secții mobile ale fiecăreia. Deoarece în multe sate lipseau atât trupele cât și facilitățile sanitare, cazurile suspecte sau evidente de îmbolnăvire trebuiau raportate de către posturile locale ale jandarmeriei, comandamentul urmând a lua măsurile prestabilite.
În iulie 1918, o ordonanță dată de Artur Văitoianu, Comisar General al Basarabiei, a dispus cu scopul de a crește resursele umane disponibile, ca toți medicii existenți în teritoriu să fie înscriși la Inspectoratele locale ale Direcției Generale Sanitare a României din Bălți, Chișinău, și Bolgrad, urmărind cooptarea și integrarea medicilor supuși anterior zemstvelor, în serviciile sanitare ale autorităților române.
Dificultățile au fost amplificate de reticența reciprocă dintre populație și autoritățile românești, jandarmii români în numeroase cazuri aplicând forța în ce privește contactele cu localnicii basarabeni. Controlul epidemiilor a fost altfel posibil doar după câțiva ani, deoarece a fost imposibil să se determine statistic amploarea acestora în provincie. Motivele erau reprezentate fie de faptul că regiuni extinse ale ținutului erau pur și simplu înafara controlului autoritățior militare, fie că uneori structurile administrative și sanitare locale – în special de la sate, în ipoteza în care ele existau, aveau o mulțime de sincope în ce privește organizarea și comunicațile, ceea ce făcea fie ca să nu poată obține date statistice referitoare la situația epidemică, fie ca epidemiile să nu fie combătute. Asupra tuturor acestora au grevat în plus austeritatea fianciară, infrastructura deficitară, disensiunile lingvistice, precum și prezența în structurile sanitare provinciale a numeroși etnici ruși (slab pregătiți și ostili), precum și insuficiența de personal și ineficiența acestuia. Lipsurile financiare (care au făcut unele spitale nefuncționale), precum și de materiale strict necesare activității instituțiilor medico-sanitare (medicamente, alimente și și lemne de foc) deveneau o problemă sensibilă mai ales în perioada rece a anului, cu rele efecte asupra bolnavilor.

#### Bucovina
Per ansamblu, în intervalul noiembrie 1918-august 1919 problemele sanitare nu au depășit un cadru benign și au avut un caracter influențat în ce privește populația civilă, de zonele limitrofe mai grav afectate, precum Galiția și Basarabia (unde se afla în proximitate un focar de tifos exantematic la Hotin). Încălzirea vremii după sfârșitul perioadei de iarnă a fost un factor favorizant care, a contribuit la stoparea progresiei epidemiei de tifos, care în intervalul februarie-aprilie 1919 începuse se ia avânt.
Cu scopul combaterii epidemiei, serviciile sanitare militare ale Diviziei 8 Infanterie au intervenit în mod substanțial alături de cele civile, în teritoriul bucovinean, unde erau puține spitale și cu o dotare precară. Acest aport al medicilor militari a primit recunoașterea Secretariatul Salubrității Publice din Bucovina, care și-a mainfestat în luna mai 1919 opoziția în ceea ce privește plecare spre Colomeea a formațiunilor sanitare militare.
Printre măsurile anti-epidemice adoptate de militari s-au numărat și unele de profilaxie activă, precum organizarea unor echipe de câte 2-3 militari, cu scopul de a merge prin comune astfel încât să realizeze controlul bolnavilor și pe cel al măsurilor pe plan local de profilaxie. De asemenea, a fost edificată o instalație de deparazitare și de izolare a bolnavilor la Nepolocăuți, nod feroviar între Bucovina și Galiția.

#### Transilvania

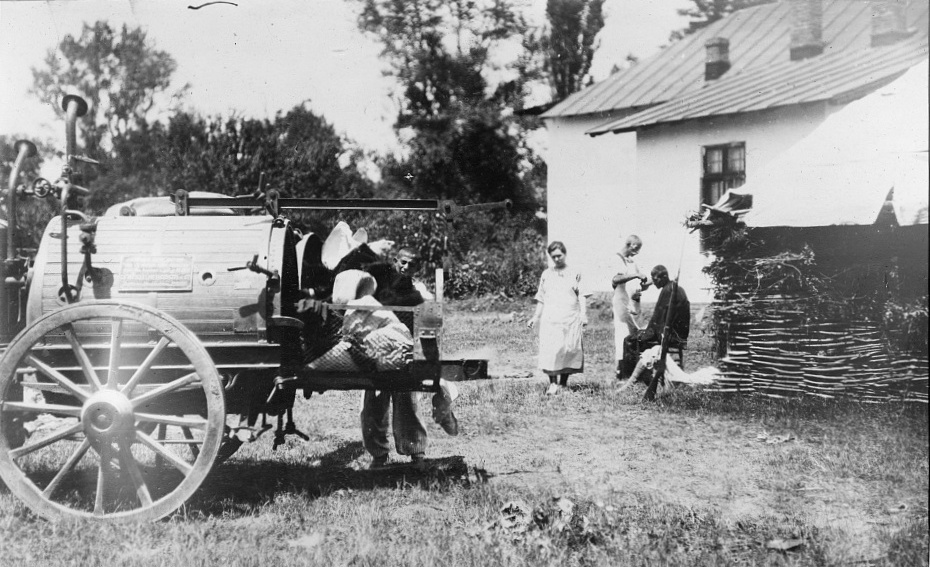
Mașină de deparazitare pentru rufărie, adusă de en.

În instrucțiunile transmise serviciilor sanitare militare la 5/13 noiembrie 1918 au fost precizate, în ce privește trupele Armatei României care urma să intre în Transilvania, înființarea unui spital de contagioși aflat la dispoziția Comandamentului Trupelor din Transilvania. Acesta ar fi urmat să aibă două secții, precum și laboratoare de biologie. Ultimele erau gândite să funcționeze și independent, în raport cu necesitățile și  realitățile de pe teren. Înființarea  în sectoarele de teritoriu prevăzute a unor băi și a unor cuptoare de deparazitare, destinate în primul rând soldaților, dar și populației civile, urma să rămână în sarcina corpurilor de trupă. De asemenea, distanțele mari care făceau imposibilă evacuarea bolnavilor contagioși urmau să determine spitalizarea rapidă a acestora, în aria de competență a secțiilor de ambulanță spitalizatoare.
Succesiv atingerii de către trupele române în luna ianuarie 1919 a liniei de demarcație situată pe aliniamentului corespunzător limitei de vest a Munților Apuseni, a fost emisă o dispoziție care a stipulat atât obligativitatea reparării sau completării instalațiilor de deparazitare situate lângă fiecare oraș mai important, respectiv Brașov, Cluj, Sibiu, Blaj, Sighișoara și Alba-Iulia, cât și detașarea câte a unui laborator de investigații în arealele respective. De asemenea, până la sfârșitul lunii ianuarie (stil vechi), au fost asigurate toate punctele prin care treceau prizonierii sau civilii proveniți din Ungaria.
Ca măsură profilactică, în luna februarie 1919 a fost decisă înființarea a două instalații de deparazitare, necesare prizonierilor de război aflați în tranzit și care reveneau la casele lor din Transilvania. De asemenea, în luna martie 1919 în cadrul Serviciului de evacuare și triaj al trupelor din Transilvania, 4 perechi de vagoane sanitare au fost detașate pentru a fi atașate trenurilor obișnuite de pe rutele Cluj – Huedin, Cluj – Dej, Dej – Baia și Dej – Jibou (și retur). Acestea au avut rol de a combate epidemiile, adunând pe cei bolnavi. Suplimentar, au fost puse în stare de funcționare un număr de 3 trenuri băi, garate la Deva, Huedin și Jibou. La Brașov, a fost organizat un centru conex de deparazitare, aflat în raport cu lagărul de prizonieri existent acolo.
O secție a Spitalului de contagioși nr.3 a fost dislocată la Oradea în 30 aprilie 1919, fiind atașată Centrului de Specialități Medicale înființat acolo, iar odată cu deplasarea frontului, s-au deplasat și trenurile băi.

## Efectele

### Efectele directe
Cifrele avansate de către specialiști nu sunt unitare, deoarece nu există surse cu înregistrări clare, care să dea o statistică precisă. Conform istoricului Leontin Stoica, ce preia cifra enunțată de către Constantin Kirițescu, epidemia a ucis în Regatul României nu mai puțin de 300.000 de oameni sau, după cum s-a exprimat însuși Kirițescu, mai mult decât 10 mari bătălii. Această cifră este pusă însă la îndoială de către istoricul Alin Ciupală, care a estimat decesele la 150.000-200.000, dintr-un total de 600.000-800.000 de îmbolnăviri. Cea mai afectată regiune a fost Moldova.
Mortalitatea medie de ansamblu a epidemiei a fost de 15—17 %, variind de la 12 la 27 % în centrele spitalicești. O valoare particulară s-a notat în cadrul corpului medical, caz în care indicele respectiv a ajuns la 41 % în cazul medicilor de sex masculin și de aproximativ 9,1 % în cazul medicilor de sex feminin. Aproape 350 de medici (cam o cincime din corpul medical) au plătit tribut morții date de tifos, dintre aceștia 2 fiind femei. Alături de acești medici s-au aflat și medici străini. Mărturiile timpului afirmă că în 1917-1918 în România au murit de tifos 1.000 de sanitari, pe lângă aceștia plătind tribut bolii și un  număr de infirmiere din Misiunea Militară Franceză, pierderile din rândul acestora fiind mai mari decât cele din rândul conaționalilor lor medici. Dintre acestea sunt de amintit surorile Phlippes și Geneviève Hennet de Goutel, precum și călugărițele Antoinette, Anne and Angèle.
Conform lui Constantin Kirițescu, au existat sate în care toată populația a murit de tifos.
Dintre medicii străini care au murit de tifos s-a remarcat în mod memorabil Jean Clunet, înmormântat lângă fostul spital înființat de el de la vila „Greierul” din Iași, alături de alți patru conaționali și ei morți în Regatul României: colonelul Dubois, infirmiera domnișoară Phlippes, călugărița Marie-Antoinette și soldatul de 26 de ani Legray. O stradă din București situată în proximitatea Academiei Militare îi poartă numele lui Clunet (este de remarcat că dintre membrii personalului sanitar care i-a fost alături în misiune lui Clunet, 17 s-au îmbolnăvit de tifos). Înafară de Clunet, alți medici francezi au plătit tribut bolii: medicii maiori Gabriel Adain (care venise din proprie inițiativă în România), organizator al unui al unui serviciu ambulator și a unui spital în primele linii, precum și a spitalului model de la Onești, Ange Dominique Antoine (de la triajul din gara Iași), Eugène Defrèche (chirurg la spitalul din Botoșani) și Alphonse Duguay (chirurg la spitalul din Galați), medicii Brousse, Leplay, Santoni care aveau grijă de răniții unui spital improvizat din gara Iași și Germain, Charton și Vuillet de la spitalul din Galați. Morți pe pământul României, au fost și câțiva medici din armata britanică.
Față de epidemia din Serbia au existat diferențe notabile:
- astfel, dacă în Serbia în 1915 un număr de 8-9 % cazuri s-au însoțit de gangrene uscate[145] – apărute mai ales în periada de convalescență, în Regatul României acest tip de afectare s-a situat undeva sub 1 la mie și cu afectare de membre inferioare, spre diferență de zona sârbă, unde adesea apărea afectarea peretelui abdominal.[150]
- epidemia din România s-a caracterizat în perioada de vârf prin frecvența crescută a afectării neurologice, prezentă în mod particular la intelectuali și în mod predominant la medici.[150]

Față de tabloul clinic clasic, formele de boală din România s-au caracterizat de asemenea printr-o frecvență mai mare a sindromului diareic, precum și a hemoragiilor intestinale.
| - Poetul Alexei Mateevici - Prof. & Inf. Elena Cancicov - Dr. Constantin Popescu-Auzuga | - Dr. Haralambie Botescu - Dr. Ion Bruckner - Dr. Calistrat Grozovici | - Ion C. Frimu - Dr. Jean Clunet |

| - Dr. Dumitru Bagdasar | - Dr. Pompiliu Nistor | - G-ral Radu R. Rosetti - Inf. Virgilia Braniște |

#### Efectele asupra armatei
Deoarece trupele ruse erau mai bine alimentate și mai puțin surmenate, alăturat faptului că exista un anume grad de imunizare datorat endemismului de pe teritoriul rus, mortalitatea cazurilor a fost la acestea semnificativ mai mică, media comparativă fiind de 6 % în centrele spitalicești care au avut în grijă militari ai ambelor armate, față de 16 % în ce privește militarii români bolnavi de tifos, admiși în aceleași centre.
Potrivit acuzațiilor postbelice ale generalului Alexandru Averescu, numai un singur corp de armată a pierdut în perioada refacerii din zona interioară a Moldovei din prima parte a anului 1917, 13.000 de oameni. Printre cele mai afectate unități din întreaga armată a fost Regimentul 5 Roșiori din Cadrilater, care ca efect al ravagiilor produse de tifos a trebuit desființat.
În condițiile în care ciocnirile au devenit ocazionale pe linia frontului, conform amintirilor lui Constantin Argetoianu mortalitatea a avut la un moment dat valori mai mici pe front decât în spatele acestuia.
Dintre medicii militari români, au căzut la datorie în lupta împotriva tifosului, o optime.

#### Lagărele de prizonieri și de internați de război
În lagărul de prizonieri din armatele Puterilor Centrale de la Șipote, tifosul a contribuit alături de inaniție, de frig, de bătăile aplicate prizonierilor de către comandantul lagărului și de oboseală, la o tragedie. Numărul de decese din respectivul lagăr a fost înfiorător în prima parte a anului 1917, conform declarațiilor unor martori. Astfel, dacă anterior de debutul epidemiilor (la sfârșitul anului 1916-începutul anului 1917) mureau acolo circa 20 de oameni zilnic, cu începere din luna ianuarie 1917 ritmul deceselor a crescut, pentru a ajunge la 40 de morți zilnic la sfârșitul lunii ianuarie și la circa 100 la mijlocul lunii februarie, inclusiv militarii români de gardă murind în număr mare.
Deși epidemia de tifos fusese recunoscută oficial în Regat din a doua jumătate a lunii ianuarie 1917, ea a fost declarată în lagăr de abia la scurt timp după instalarea ca și comandant al generalului Grigore Simionescu, la 20 februarie 1917. Acesta, după unele relatări, era un om capabil. De abia atunci bolnavii au fost izolați de către medici în două barăci, care însă aveau încălzire insuficientă. Acestor bolnavi nu li se lua însă numele și cadavrele nu erau astfel, identificate. O instalație de dezinfecție a fost construită și prizonierii sănătoși au fost evacuați din lagăr după despăduchere, operație care s-a încheiat la începutul lunii mai 1917. De asemenea, rația alimentară a prizonierilor de război a fost ameliorată treptat, începând din luna martie. Autoritățile, deși au reușit să controleze epidemia din lagăr și mortalitatea s-a diminuat considerabil după oprirea epidemiei, au intervenit târziu, astfel că până în luna aprilie 1917 numărul morților a ajuns la 4.500 și a continuat să crească ulterior. De-a lungul verii anului 1917 astfel, numărul deceselor a sporit cu 316 prizonieri. Tifosul a făcut de asemenea victime în corpul medical al lagărului, din cei opt medici trimiși aici murind șase, alături de alți 19 infirmieri.
Omniprezent, tifosul a fost însă asociat regimului de înfometare, epuizare ori bătaie și printre românii aflați în custodia armatelor Puterilor Centrale, făcând ravagii printre internații români din lagărele de la Arad, Doboi, Tismana și Săveni.
În ce privește internații civili de către statul român, dintre cei 15-20.000 de etnici bulgari dobrogeni supuși unui astfel de regim, mulți au murit în Moldova atât datorită epidemiilor, cât și ca efect al condițiilor precare din timpul războiului.

### Perspectiva memorialisticii și a literaturii de război
Dintre aspectele care implică participarea directă și masivă a sanitarilor militari români, ilustrate în lucrările cu caracter general, științific sau memorialistic privitoare la Primul Război Mondial, cel mai abordat subiect este cel al epidemiei de tifos exantematic din iarna și primăvara anului 1917. Există diferențe de optică în ce privește prezentarea evenimentelor, după cum există și diferențe date de interes.
Astfel conform istoricului Leontin Stoica, în timp ce jurnalul voluntarei în Servicul Sanitar Yvonne Blondel completează în calitate de document istoric cele întâmplate și jurnalul „Povestea vieții mele” la Reginei Maria aduce „referiri pline de sensibilitate la provocările ridicate în fața Serviciului Sanitar al Armatei Române de către dificultățile războiului”, cele spuse de către I. Gh. Duca și Constantin Argetoianu trebuiesc privite într-o perspectivă motivată politic și factologic. La fel, Alexandru Averescu în calitate de adversar politic al celor care au condus România în timpul războiului, s-a remarcat printr-o broșură intitulată „Răspunderile”, al cărei titlu a devenit un cuvânt cu rol de punct principal programatic al Partidul Poporului. Din toată memorialistica oamenilor politici, opera lui Argetoianu (care era și licențiat în medicină) rămâne savuroasă din punct de vedere al stilului, captivantă și mult mai cunoscută, peste timp.
Dintre lucrările cu caracter general, ampla și bogata sinteză a lui Constantin Kirițescu se remarcă prin raportarea Serviciului Sanitar la Armatei în special la epidemia de tifos exantematic, ferindu-se să abordeze ansamblul de probleme al neînțelegerilor și al acuzațiilor reciproce dintre români. Dacă totuși lucrarea sa se distinge și prin patetismul tonului, sinteza monografică a lui Mircea Vulcănescu de la sfârșitul anilor 1930 intitulată „Războiul pentru întregirea neamului”, din cadrul „Enciclopediei României”, se remarcă prin claritate, bună documentare și sistematizare.
Un portofoliu important de lucrări aparține celor care în calitate de participanți direcți la evenimente s-au aflat în ipostaza de responsabili ai departamentelor sanitare militare, astfel cum au fost generalii Ioan N. Antoniu (fost șef al Serviciului sanitar de pe lângă Marele Cartier General, apoi director superior al Direcției 6 Sanitare din Ministerul de Război), autor al lucrării „Organizarea și funcționarea serviciului sanitar militar” și Nicolae Vicol, autor al lucrărilor „Studii preliminare asupra serviciului sanitar român de război” (1934) și „Istoricul serviciului sanitar român de război” (1936). S-au mai alăturat acestora lucrarea lui Iacob Potârcă (șef al Serviciului Sanitar al Armatei a 2-a în vara anului 1917) „Considerațiuni asupra organizării, conducerii și funcționării serviciului sanitar din zona operațiilor active” (1920) și cea a lui Alexandru Papiu „Serviciul sanitar în campania din Transilvania” (1921).
Unii dintre supraviețuitorii „iadului de la Șipote” și-au relatat experiențele avute acolo, precum Gartner Károly în 1932 în A Sipotei Golgotha: romániai rab magyarok történetem [Golgota de la șipote: istoria prizonierilor maghiari din România sau Hans Krieger în 1920 în Der Massenmord an deutschen und österr.-ung. Soldaten in der rumänischen Gefangenenhölle Sipote. Eine Klage und Anklage [Omorârea în masă a soldaților germani și austro-ungari în lagărul de iad de Șipote. Un proces și o acuzație].

## In memoriam
Aportul sanitarilor militari români la combaterea epidemiei de tifos exantematic din primele luni ale anului 1917 este bine tratată în istoriografie, în general. Potrivit istoricului Leontin Stoica, această contribuție reprezintă un exemplu remarcabil de îngemănare a cunoștințelor medicale, cu spiritul de sacrificiu și reprezintă probabil, cel mai cunoscut episod la participării acestora la Marele Război.
La data de  9 iunie 1932, la București a fost dezvelit un monument închinat „Eroilor sanitari”. Pentru activitatea sa desfășurată la conducerea Directoratului Sănătății Publice, Iuliu Hațieganu l-a denumit pe Cantacuzino „medicul curant al întregii națiuni române".
Conform opiniei istoricului Dorin Dobrincu, amintirea prizonierilor de război morți de la Șipote pare să fie comemorată de un monument construit de germani în perioada interbelică în 1932, neîngrijit și abandonat în anul 2019, situat la câțiva kilometri de locația fostului lagăr pe un deal din arealul satului Rediu, comuna Răuseni din județul Botoșani. Acesta este identificat în documentele Muzeului Județean de Istorie și Arheologie Botoșani, ca fiind un monument al ostașilor germani din Primul Război Mondial.
În amintirea doctorului Clunet, a infirmierei Geneviève Hennet de Goutel, a domnișoarei Andrée Flippes și a călugăriței Marie-Antoinette, a fost ridicat un monument comemorativ destul de modest, pe marginea șoselei care urcă Dealul Bucium, din Iași. Acesta se află astăzi, în paragină.
| Mărturii și opinii |
| --- |
| Constantin Argetoianu în cartea sa Pentru cei de mâine. Amintiri din vremea celor de ieri. August 1916-iunie 1917, vol. II Tifosul exantematic a fost adevăratul nostru vrăjmaș; cu el ne-am războit mai mult decât cu nemții – el ne-a răpus trei sferturi din cei 800.000 de oameni pe care i-am jertfit pentru realizarea unității noastre naționale. Crudă și inutilă jertfă care va rămâne de pomină și, să sperăm, de pildă generațiunilor viitoare. “ ” Ion Gheorghe Duca în cartea sa Amintiri Politice, Volumul II Războiul Este lesne de înțteles că enormele cantități de zapadă ce acopereau toată suprafața Moldovei nu erau de natură nici sa înlesnească transporturile, nici sa ușureze viața trupelor încartiruite în sate mici, mai cu seamă sa îmbunatățească situația sanitară a militarilor și a populațiunii civile. Și primul efect a fost apariția cu o nespusă violență a a epidemiei de tifos exantematic. Nenorocirea a fost cumplită, boala secerând fară milă soldații grămădiți în sate, îndeosebi în jurul Iașilor flagelul luase proporții înspăimantătoare. Unde comandanții de unități au fost energici, răul a putut fi circumscris, unde ei s'au arătat slabi și neglijenți, spectacolul a fost apocaliptic, regimente întregi au fost decimate în cateva săptămâni. “ ” Fragment din RAPORT asupra inspecției făcute Diviziei a II-a P.A. de medicul șef de la Marele Cartier General, general dr. Vicol în luna februarie 1917 Intrând în regiunile ocupate de trupe, întâlnesc imediat oameni prezentându-se ca adevărate umbre de oameni, unii neavând siguranța mersului; numai ici colea oameni prezentându-se mai bine pe care am constatat în urmă că sunt dintre soldații contingentelor care au fost în luptă sau ordonanțe. Dacă vizitarea regiunilor se face dimineața, aspectul este mai lugubru, căci întâlnim la fiecare parchet de case oameni ducând cadavre în pânză de corturi, pe scări de lemn și alte mijloace de transport improvizate. Cercetând infirmeriile, se constată că, în afară de infirmeria așezată în sala de clasă, există alte infirmerii pe batalioane și chiar pe companii, adevărate cuiburi ale morții, în care, în o cameră mică țărănească, stau grămadă chirciți pe jos câte douăzeci și cinci de oameni, adevărate schelete, unii cu conștiința pierdută. Împrejurul așa zisei infirmerii centrale, am găsit înșirați afară pe zăpadă, cadavrele morților adunate; cel mai sfâșietor grup îl constituia cel de la regimentul 19 Romanați unde în dimineața zilei de 15 februarie, se adunaseră deja 73 cadavre. Alături, grămezile mari ale efectelor oamenilor deja îngropați. La regimentul 19 Romanați, unde situația este mai rea, cimitirul creat lângă mănăstire a luat o întindere mare. În special dimineața, mai ales după nopțile friguroase, se aleg în infirmerii, morții dintre muribunzi; așa infirmeria Companiei 12 Infanterie din Regimentul 19 avea în acea dimineață 26 oameni, din care sunt convins că nici unul nu va scăpa și, între dânșii 4 morți. Cercetând individual pe acei oameni care nu sunt bolnavi dar care au aspectul unor umbre, îi găsim pe toți acoperiți de păduchi „Sunt ca nisipul marei“, spune unul dintr-înși „și ne prăpădesc“, unii păduchi roșii de sângele supt. Intrând prin așa zisele locuințe ocupate de ei, se constată că stau câte 18-20 într-o cămăruță mică în care, deseori, mai stau și locuitorii. “ ” Fragment din cartea generalului Ioan N. Antoniu, Organizarea și funcționarea serviciului sanitar militar, 1922 Nu voi uita niciodată ceea ce am văzut la Târgu-Frumos și în satele dimprejur, în 1917, cu ocazia unei inspecții făcute unităților și spitalelor din comandamentele sedentare ale unor corpuri de armată. Într-un regiment muriseră 900 de recruți din 1200, toți ofițerii erau bolnavi, nu am găsit decât un ofițer de administrație, care făcea și pe doctorul, căci 3 medici trimiși se îmbolnăviseră pe rând; într-alt regiment, comandantul însuși mort de tifos exantematic, în alt sat erau peste 1000 de morminte proaspete, căci înghițiseră o bună parte din populația civilă și militară. Soldați și țărani, într-o promiscuitate tristă și periculoasă, plini de paraziți, iar în sate nici un cuptor de deparazitare. “ ” Ion Gheorghe Duca în cartea sa Amintiri Politice, Volumul II Războiul Câteva luni în urmă vizitând un sat lângă Poeni am rămas îngrozit de spectacolul cimitirului: în jurul unei biserici sărăcăcioase se afla o mare de cruci, peste jumatatea unui mândru regiment din Romanați iși dormea acolo somnul de veci. Locuitorii povesteau despre moartea acestor învinși ai tifosului exantematic amanunte de infern. Moldova era de alftel plină de asemenea cimitire, precum și de ecoul infiorator al unor atari scene. “ ” Din amintirile lingvistului Iorgu Iordan Mi se întâmpla să văd aproape zilnic, chiar pe strada Lăpușneanu, camioane enorme încărcate cu cadavre, care, fiind puse claie peste grămadă, se trădau, ca să zic așa, deși erau, chipurile, acoperite cu prelate, prin faptul că vreun picior sau vreo mână spânzurau peste marginea lăzii camionului. Aceste boli nu făceau, bineînțeles, deosebire între civili și militari; cred – simplă presupunere pesimistă – că numărul celor dintâi căzuți victime nu era mult, poate chiar deloc, mai mic decât al celorlalți. “ ” |

## Veziși
- Participarea României la Primul Război Mondial